# قائمة حوادث السكك الحديدية (قبل 1880)
هذه قائمة تسرد حوادث السكك الحديدية قبل 1880.

## القرن ال 17

### 1650
- المملكة المتحدة - فيWhickham، بمقاطعة دارام، مات صبيان عندما دهستهم عربة على طريق خشبي لقطار الفحم. وفي حين أن هذه الحوادث لا تُدرج عمومًا على أنها حوادث سكك حديدية (لاحظ عدم وجود حوادث مدرجة لمدة 163 عامًا تالية)، يُشار إلى ذلك أحيانًا على أنه أقدم حادث سكة حديد معروف.[1]

## عقد 1810

### 1813
- فبراير - المملكة المتحدة - قُتل صبي يبلغ من العمر 13 عامًا يُدعى جيف بروس أثناء سيره بجانب خطوط سكة حديد ميدلتون. ذكرت صحيفة ليدز ميركوري أن هذا "سيكون بمثابة تحذير للآخرين".[2]

### 1815
- 15 يوليو - المملكة المتحدة - مقتل ثلاثة عشر أو ستة عشر شخصًا، معظمهم من المتفرجين، وإصابة 40 آخرين بسبب انفجار مرجل للقاطرة التجريبية " برونتون المسافر الميكانيكي " في Newbottle Waggonway في فيلادلفيا، مقاطعة دارام.

### 1818
- 28 فبراير - المملكة المتحدة - قُتل سائق على سكة حديد ميدلتون في هانسلت، ليدز، غرب يوركشاير عندما انفجرت غلاية سالامانكا، نتيجة لقوة الانفجار، "نُقل بعنف شديد إلى حقل مجاور مسافة مائة ياردة ".[3] "كان هذا نتيجة عبث السائق بصمامات الأمان ".

## عقد 1820

### 1821
- 5 ديسمبر - المملكة المتحدة - ديفيد بروك، كان نجارًا يسير عائداً إلى منزله من ليدز، يوركشاير على طول سكة حديد ميدلتون أثناء عاصفة عندما دهسه المحرك البخاري لقطار الفحم.[4]

### 1827
- المملكة المتحدة - قُتلت امرأة من إيجلسكليف، مقاطعة دارام، (يُعتقد أنها امرأة متسولة عمياء) حيث دهستها آلة بخارية على سكة الحديد. يُقال أن هذه هي الحالة الأولى لامرأة تُقتل في تصادم سكة حديد.[5]

### 1828
- 19 مارس - المملكة المتحدة - انفجرت غلاية قاطرة سكة حديد ستوكتون ودارلينجتون رقم 5 في Simpasture Junction، مقاطعة دارام. حيث قتل شخص واحد.[6]
- 1 يوليو - المملكة المتحدة - انفجرت غلاية قاطرة سكك حديد دارلينجتون ستوكتون رقم 1 في محطة Aycliffe Lane، بمقاطعة دارام. حيث قتل شخص واحد.[6]

### 1829
- 4 سبتمبر - المملكة المتحدة - "وضع شخص نفسه بشكل غير حذر في طريق محرك قاطرة كان يقود عربات على سكة حديد ليفربول ومانشستر في سالفورد، عندما مرت العجلة فوق إحدى رجليه فقطعتها. جرى نقله إلى جراح في الحي، ولكن لم يتمكن من تقديم أي مساعدة فعالة له، ولم يتوقف النزيف، ثم مات ".[7]

## عقد 1830

### 1830
- 15 سبتمبر - المملكة المتحدة - أصبح ويليام هوسكيسون أول وفاة يُبلغ عنها في قطار ركاب. وذلك أثناء الافتتاح الاحتفالي لسكة حديد ليفربول ومانشستر، فبينما كان يقف على المسار في باركسايد، أصيب بجروح قاتلة من قبل قاطرة صاروخ Rocket. (لم يكن للقاطرات صفارات بعد.)

### 1831
- 8 فبراير - المملكة المتحدة - كان ويليام تيوبورن حارسًا في قطار بضائع ليليًا لخط سكة حديد ليفربول ومانشستر، جرى سحبه بواسطة قاطرة Twin Sisters التي وصلت إلى طريق ليفربول، في مانشستر في الساعة 2 صباحًا، حيث ركب الضحية دون علم المهندس، الذي بدأ في تحريك القاطرة لتتذود بالفحم والماء، تسبب ذلك في فقدان الحارس قبضته، ثم سقط تحت القاطرة، مما أدى إلى تقطيعه إلى نصفين تقريبًا.[8]
- 17 يونيو - الولايات المتحدة - بعد أن قام رجل إطفاء القطار بتقييد صمام الأمان للضغط، تعرضت القاطرة لانفجار المرجل في تشارلستون بولاية ساوث كارولينا، مما أدى إلى مقتله وإصابة المهندس وإصابة ثلاثة آخرين. كانت القاطرة هي المحرك الأول لشركة South Carolina Canal and Railroad Company.[9]
- 21 أكتوبر - المملكة المتحدة - في سكة حديد وارينجتون ونيوتن. كان لدى كيتشنغمان حديقة خلف خط السكة الحديد في دالام-بروك. وكان كيتشنغمان في القطار مع صديق له، وقرر القفز إلى منزله، لكن تم جره تحت عجلات الحافلة التالية، مما أدى إلى تشويه ساقه، والتي كان لا بد من بترها. وتوفي في وقت لاحق متأثرا بجراحه.[10]

### 1833
- 1 فبراير - المملكة المتحدة - في بار موس، غرب نيوتن لو ويلوز على سكة حديد ليفربول ومانشستر، توقف قطار متجه شرقًا بسبب انفجار أنبوب حريق في القاطرة. ونزل الركاب لرؤية ما حدث، ووقف بعضهم على المسار الغربي حيث منعهم البخار المتسرب من رؤية (أو رؤيتهم من) قطار يقترب من بولتون. دهس القطار المتجه غربًا أربعة منهم، حيث قُتل ثلاثة منهم على الفور.[11]
- 8 نوفمبر - الولايات المتحدة - حادث قطار هايتستاون - حيث انطلقت عربات قطار ركاب Camden & Amboy عن مسارها في ريف نيوجيرسي بين سبوتسوود وهايتستاون عندما انكسر محور على سيارة بسبب ارتفاع درجة الحرارة. انقلبت عربة واحدة، مما أسفر عن مقتل شخصين وإصابة خمسة عشر. وكان من بين الجرحى كورنيليوس فاندربيلت، الذي رأس لاحقًا السكك الحديدية المركزية في نيويورك. بينما كان الرئيس الأمريكي السابق جون كوينسي آدامز، في العربة التالية ولم يصب بأذى، حيث واصل طريقه إلى عاصمة البلاد في اليوم التالي.

### 1834
- 12 فبراير - المملكة المتحدة - أدى انفجار مرجل في قاطرة منجم ميدلتون في هانسلت، يوركشاير إلى مقتل شخص واحد.[12]

### 1836
- 2 أكتوبر - الولايات المتحدة - في مدينة سينسيناتي تسبب محور قطار محطم في إلقاء امرأة وطفل على المسار حيث جرى جرهما ودهسهما. فماتت المرأة، لكن الطفل نجا، على الرغم من إصابته بجروح خطيرة.[13]
- 11 أكتوبر - فرنسا - سقط موظف في الخط الممتد من سانت إتيان إلى ليون على مسار وقُطعت رأسه. ويًعد هذا أول حادث قطار في فرنسا.[14]

### 1837

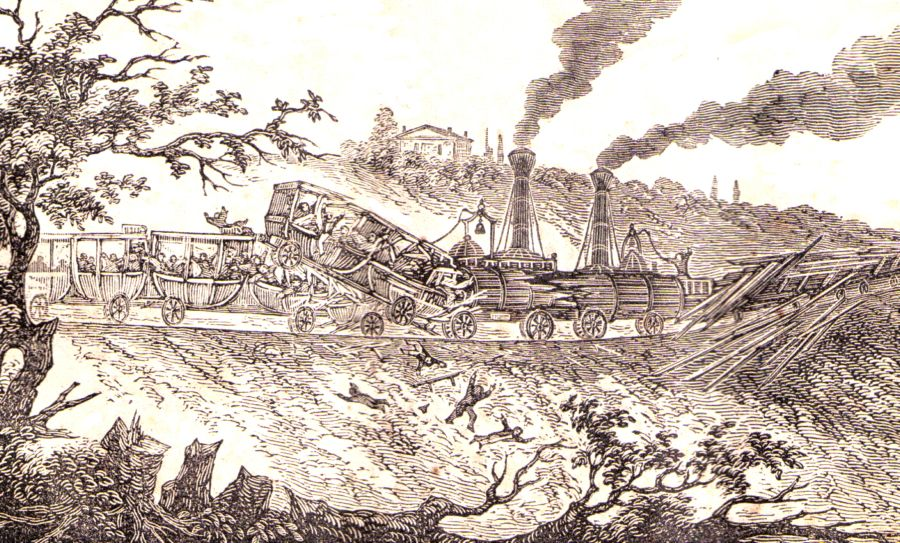
اصطدام سوفولك بولاية فيرجينيا

- 11 أغسطس - الولايات المتحدة - وقع أول تصادم وجهاً لوجه حيث أدى إلى وفيات ركاب على خط سكة حديد بورتسموث ورونوك بالقرب من سوفولك بولاية فيرجينيا، عندما كان قطار خشب متجه شرقًا يتحرك على منحدر بسرعة مع وجود منحنى حاد فاصطدم بقطار الراكب الصباحي من بورتسموث، فيرجينيا. حيث تحطمت أول ثلاث عربات من أصل 13 عربة، مما أسفر عن مقتل ثلاث بنات وإصابة العشرات من بين 200 كانوا على متنه عائدين من رحلة باخرة. تم نشر نقش يصور لحظة التصادم في Howland's Steamboat Disasters and Railroad Accidents في عام 1840.

### 1838
- 7 أغسطس - المملكة المتحدة - سقط مفتش التذاكر، توماس بورت، من قطار ركاب متحرك في سكة حديد لندن وبرمنغهام في هارو، ميدلسكس. وقد بترت ساقيه بعد الحادث. (حادث قطار هارو 1838)
- أكتوبر - المملكة المتحدة - أدى تصادم بمحرك تجريبي سمح لديونيسيوس لاردنر بتشغيله على سكة حديد غريت ويسترن إلى مقتل "تلميذ" في لاردنر.[15]

### 1839
- 2 فبراير - المملكة المتحدة - كانت شارلوت كاراد تحاول عبور مسار القطار المتجه إلى سلاو على سكة حديد غريت ويسترن، وذلك بعد ثمانية أشهر من افتتاح هذا القسم، أول جزء من GWR. وقد رأت القطار ذي الثلاث عربات، قادمًا بسرعة حوالي 18 ميلاً في الساعة (29 km / h) ولكنها سارعت إلى ممر المشاة لعبور المسار ولكن ضربها المحرك على كتفها. وجدتها صديقتها على الجانب الآخر من المسار، وكانت ما زالت حية، لكنها توفيت بعد دقيقة أو دقيقتين.

## عقد 1840

### 1840
- 4 مايو - الولايات المتحدة - لقي أحد الركاب مصرعه وأصيب عدد آخر عندما انهار جسر شبكي فوق نهر كاتسكيل الذي غمرته الأمطار تحت وطأة وزن قطار سكة حديد كاناجوهاري وكاتسكيل في طريقه من كاتسكيل، نيويورك، إلى القاهرة، نيويورك.
- 7 أغسطس - المملكة المتحدة - تحطم قطار هودن، فقُتل خمسة ركاب عندما سقط جزء من عربة وعرقلت عربات قطار ركاب هال وسيلبي للسكك الحديدية عن مسارها.
- سبتمبر - المملكة المتحدة - خرج قطار ركاب في North Midland Railway عن مساره بين South Wingfield وAmbergate، ديربيشاير. قتل اثنان من الركاب.
- سبتمبر - المملكة المتحدة - اصطدام قطار ركاب في سكة حديد المقاطعات الشرقية بآخر في أولد فورد، إسيكس. فقُتل شخص واحد.
- 10 نوفمبر - المملكة المتحدة - فقد موظفان في سكة حديد برمنغهام وجلوستر حياتهما عندما انفجرت غلاية القاطرة البخارية Surprise 2-2-0 في برومسجروف، ورسيستيرشاير.
- 11 نوفمبر - المملكة المتحدة - تعرّض قطار أمتعة في سكك حديد يورك ونورث ميدلاند في تصادم خلفي مع قطار ركاب في تيلور جانكشن، يوركشاير فقُتل اثنان من الركاب.

### 1841
- 5 أكتوبر - الولايات المتحدة - وقع قطارا ركاب على السكة الحديد الغربية في تصادم مباشر بين ورسستر وماساتشوستس وألباني بنيويورك. فقُتل سائق وراكب وأُصيب سبعة عشر راكبًا.[16]
- 24 ديسمبر - المملكة المتحدة - حادث سكة حديد Sonning Cutting : حادث قطار Great Western Railway Paddington المتجه إلى بريستول بما في ذلك عربات البضائع وعربات الركاب المفتوحة بسبب انهيار أرضي. قُتل تسعة ركاب وأصيب ستة عشر بجروح، مما أدى إلى دعوات لحماية الركاب بشكل أفضل.[17]

### 1842

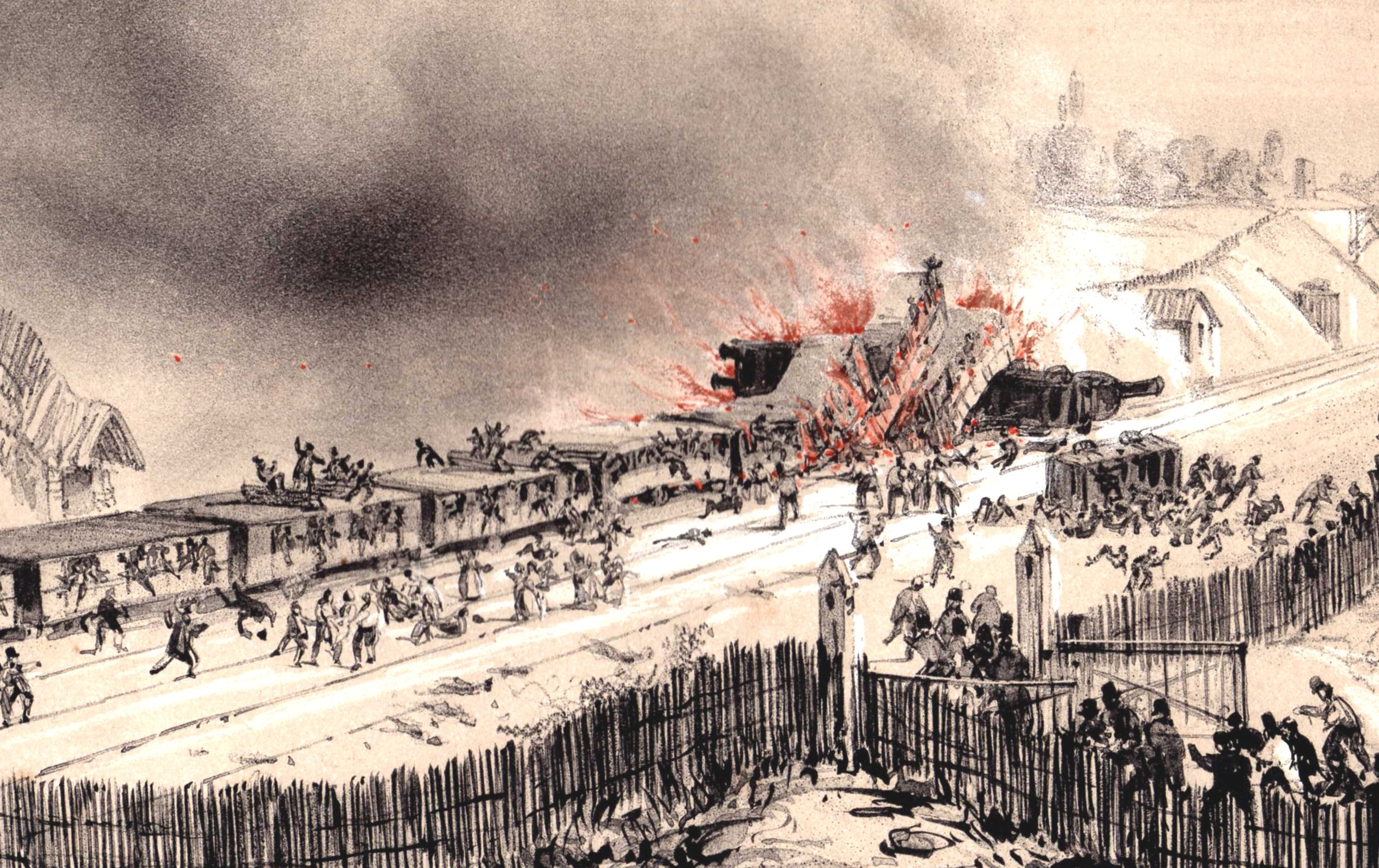
كارثة قطار فرساي

- 8 مايو - فرنسا - حادث قطار فرساي : بعد احتفالات الملك لويس فيليب الأول في قصر فرساي، خرج قطار عائدًا إلى غار مونبارناس بباريس عن مساره في Meudon، Hauts-de-Seine بسبب كسر في المحور على القاطرة الرئيسية. اشتعلت النيران في حطام القطار، مما أسفر عن مقتل ما بين 52 و200 شخص، بمن فيهم المستكشف جول دومون دورفيل.

### 1843
- 6 يناير - المملكة المتحدة - أدى تصادم بين قطارين من خطوط نورث ميدلاند للسكك الحديدية في بارنسلي، يوركشاير إلى مقتل شخص واحد. وهو الراكب الوحيد الذي قُتل أثناء سفره بالقطار في المملكة المتحدة في ذلك العام.[18][19]
- 10 مارس - هولندا - خرجت قاطرة عن مسارها على جسر سكة حديد غير المغلق جيدًا بالقرب من وارموند وذلك أثناء اختبار قيادة. قتل شخص واحد. وكان هذا أول حادث قطار للسكك الحديدية في هولندا.[20]
- المملكة المتحدة - أدى انفجار غلاية قاطرة على سكة حديد هارتلبول إلى مقتل شخص واحد، وهو أحد أفراد الجمهور الذي كان يسافر بشكل غير قانوني على صفيحة القدم.[21]

### 1844
- 1 مايو - المملكة المتحدة - انفجرت غلاية قاطرة سكك حديد نيوكاسل وكارلايل أديلايد في كارلايل، كمبرلاند، حيث أصيب شخصان.[21]
- 11 ديسمبر - المملكة المتحدة - انفجرت غلاية قاطرة السكك الحديدية رقم 78 Forrester أثناء نقلها لقطار شحن بالقرب من Bricklayers' Arms، ساري. حيث قتل كل الطاقم.[22]

### 1845
- 28 يناير - المملكة المتحدة - انفجر مرجل قاطرة سكة حديد نيوكاسل وكارلايل فينوس أثناء نقلها قطار شحن.[23]
- 28 يناير - المملكة المتحدة - انفجرت غلاية قاطرة سكك حديد مانشستر ولييدز رقم 27 إيرك في مايلز بلاتينج، لانكشاير.[23]
- 28 يوليو - المملكة المتحدة - اصطدمت قاطرة بخارية بقطار ركاب في Penshurst، كينت، مما أدى إلى إصابة حوالي 30 شخصًا.[24]

### 1846
- 20 يناير - المملكة المتحدة - انهار جسر فوق نهر ميدواي بين Tonbridge Penshurst، كينت، بينما كان يمر قطار شحن فوقه، فقتل السائق.[25]
- 9 يوليو - المملكة المتحدة - توقف محرك سكة حديد كلارنس في خط فرعي لسكة حديد ستوكتون ودارلينجتون ثم بدأ فجأة في التحرك إلى أسفل المنحدر واصطدم ببعض عربات قطار آخر من كلارنس. وسحق أربعة رجال بين العربات وأصيبوا بجروح بالغة. مات واحد في مكان الحادث.
- 20 نوفمبر - المملكة المتحدة - أثناء بناء سكة حديد بلاكبيرن وداروين وبولتون، انفجرت غلاية قاطرة سكك حديد ستوكتون ودارلينجتون رقم 18 شيلدون في Sough، لانكشاير.[26]
- 23 نوفمبر - المملكة المتحدة - قُتلت إليزابيث كولمان، البالغة من العمر أحد عشر عامًا، على سكة حديد المقاطعات الشرقية. كانت على ما يبدو، تحاول عبور الخط عند نقطة بالقرب من محطة Roydon حيث تعبر Lockroad الخط عندما صدمها حاجز قطار كامبريدج وماتت على الفور. وأصدرت هيئة المحلفين حكمها باعتبار الوفاة "وفاة عرضية".[27]

### 1847

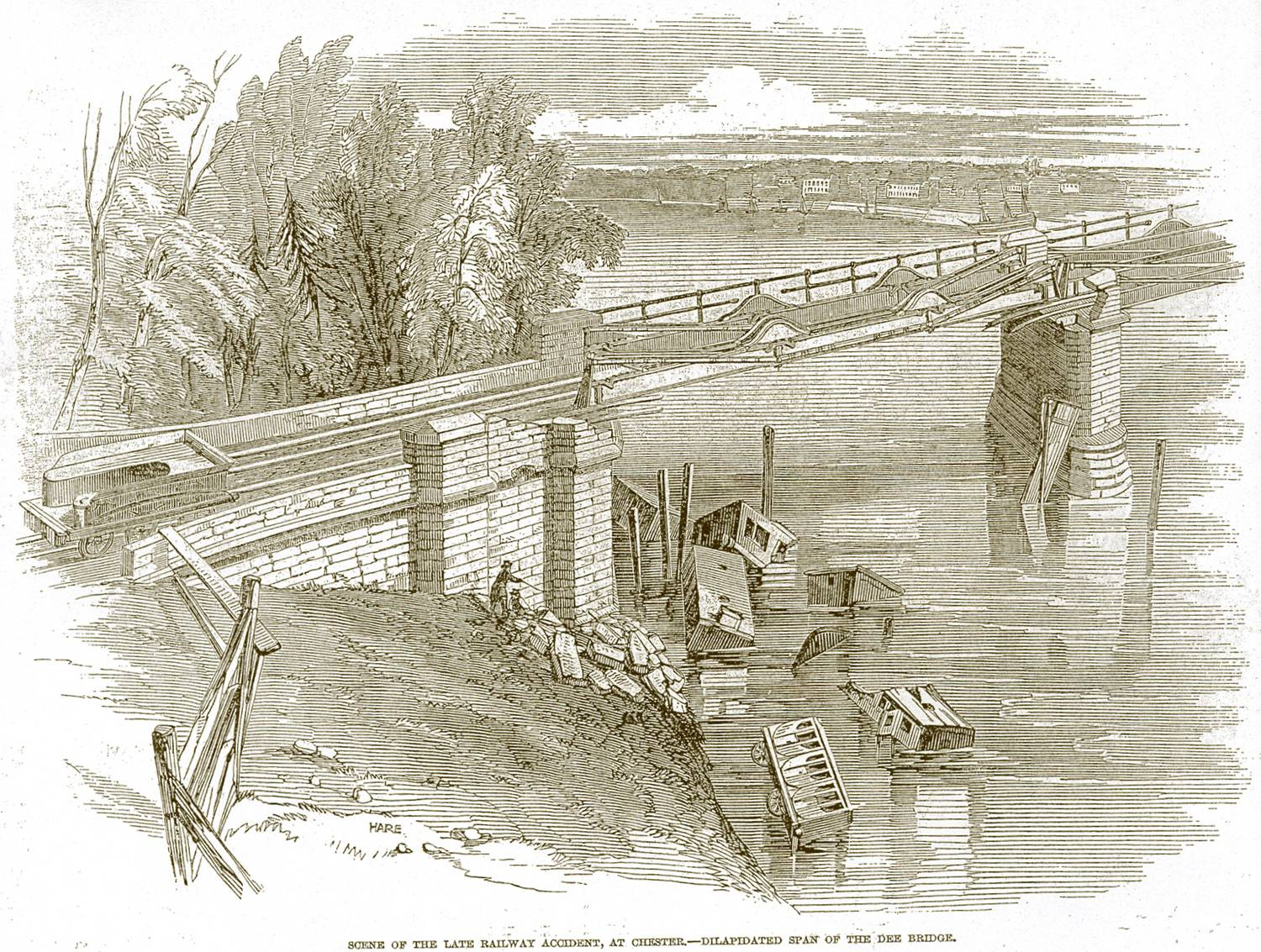
جسر دي بعد انهياره

- 24 مايو - المملكة المتحدة - كارثة جسر دي - قُتل خمسة أشخاص وأصيب تسعة عندما سقطت عربات قطار Chester إلى Ruabon من ارتفاع 50 قدم (15 م) في نهر دي بعد انهيار أحد الجسور. حيث تصدعت إحدى العوارض الداعمة المصنوعة من الحديد الزهر في الوسط. تمكنت القاطرة من الوصول إلى الجانب الآخر من الجسر الذي صممه روبرت ستيفنسون، وتسبب الحادث في التشكيك في سمعته. أدى الانهيار إلى إعادة تقييم استخدام الحديد الزهر في جسور السكك الحديدية ؛ وخلصت النتائج إلى أنه يجب هدم العديد من الجسور أو تعزيزها.
- 28 يونيو - المملكة المتحدة - تعرضت قاطرة لسكك حديد شمال الاتحاد لانفجار مرجل مما أدى إلى إصابة شخص.[28]

### 1848
- 25 أبريل - المملكة المتحدة - انفجرت غلاية قاطرة سكة حديد نورث ميدلاند في نورمانتون، ديربيشاير، مما أدى إلى حرق ثلاثة أشخاص.[28]
- 20 مايو - المملكة المتحدة - مقتل ستة ركاب وإصابة ثلاثة عشر آخرين في Shrivenham، Berkshire عندما اصطدم قطار Great Western Railway السريع بعربتين على الخط.[29]

### 1849
- ويتسنتايد - المملكة المتحدة - اصطدم قطار ركاب في شرق لانكشاير من الخلف بقطار رحلات. على الرغم من الجهود المبذولة لحماية الجزء الخلفي من القطار، فقد تصادم قطار آخر مع قطار الركاب.[30]
- 27 يونيو - المملكة المتحدة - انفجرت غلاية قاطرة للسكك الحديدية الغربية أثناء نقلها قطار شحن على سكة حديد جنوب ديفون في بليمبتون، ديفون، وقُتل شخص واحد.[31]

## عقد 1850

### 1850

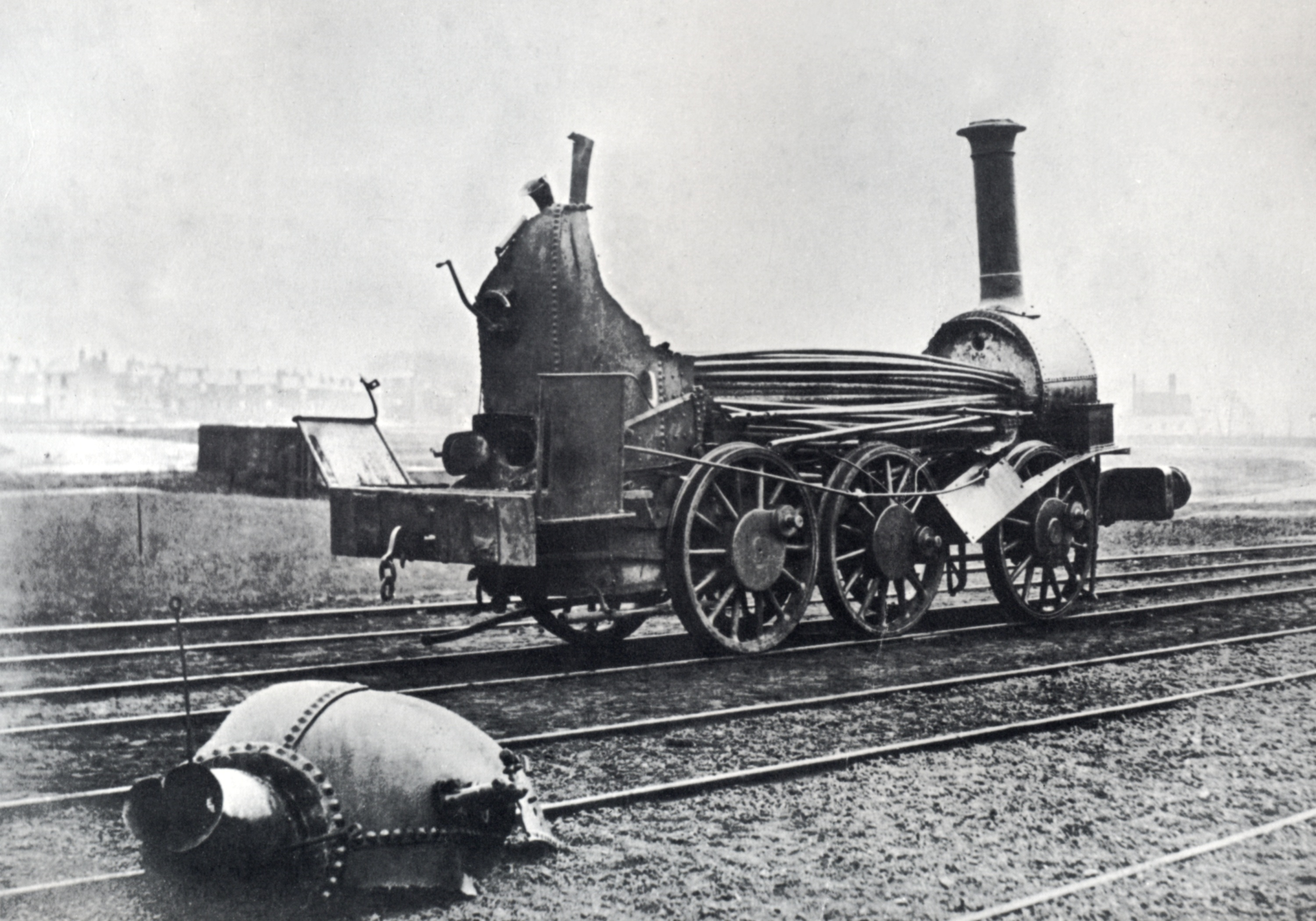
انفجار الغلاية في 2 فبراير 1850

- 2 فبراير - المملكة المتحدة - انهار صندوق النار لقاطرة سكة حديد يورك ونيوكاسل وبيرويك بينما كانت القاطرة تقل قطار شحن بالقرب من دارلينجتون، مقاطعة دارام، وقُتل شخصان.[32]
- 26 مارس - المملكة المتحدة - انفجرت غلاية قاطرة سكك حديد لندن والشمال الغربي في ولفرتون، باكينجهامشير بسبب العبث بصمامات الأمان، وأصيب شخص واحد.[33]
- يونيو - المملكة المتحدة - انفجرت غلاية قاطرة سكة حديد ميدلاند في كيجوورث، ديربيشاير.[34]
- 1 أغسطس - المملكة المتحدة - عندما من المقرر أن تصل ثلاثة قطارات استكشافية للسكك الحديدية المركزية الاسكتلندية في تتابع سريع في كوليرز، لاناركشاير، توقف القطار الثاني عند أحد التقاطعات وكان يجب عليه الرجوع إلى الخلف عن ذلك التقاطع؛ ولكن على الرغم من أن الفاصل الزمني قيد الاستخدام، فقد تحطم القطار الثالث، مما أسفر عن مقتل خمسة أشخاص.[35][36]
- المملكة المتحدة - اصطدم قطار رحلات استكشافية للسكك الحديدية الغربية الكبرى بعربة حصان كان قد هرب في Wootton Bassett Junction، Wiltshire. وبعد هذا الحادث، وفرت سكة حديد Great Western كُتل مانعة في جميع الجوانب التي تخرج إلى الخطوط الرئيسية.[30]
- المملكة المتحدة - وقع قطار ميدلاند للسكك الحديدية في تصادم خلفي مع قطار في محطة Woodlesford، يوركشاير بسبب إضاءة إشارة في الليل.[35]
- المملكة المتحدة - انفجرت غلاية قاطرة سكك حديد يورك ونورث ميدلاند في ستادلثورب، يوركشاير، مما يؤدي إلى إخراج القاطرة عن مسارها، وأصيب شخصان.[37]

### 1851

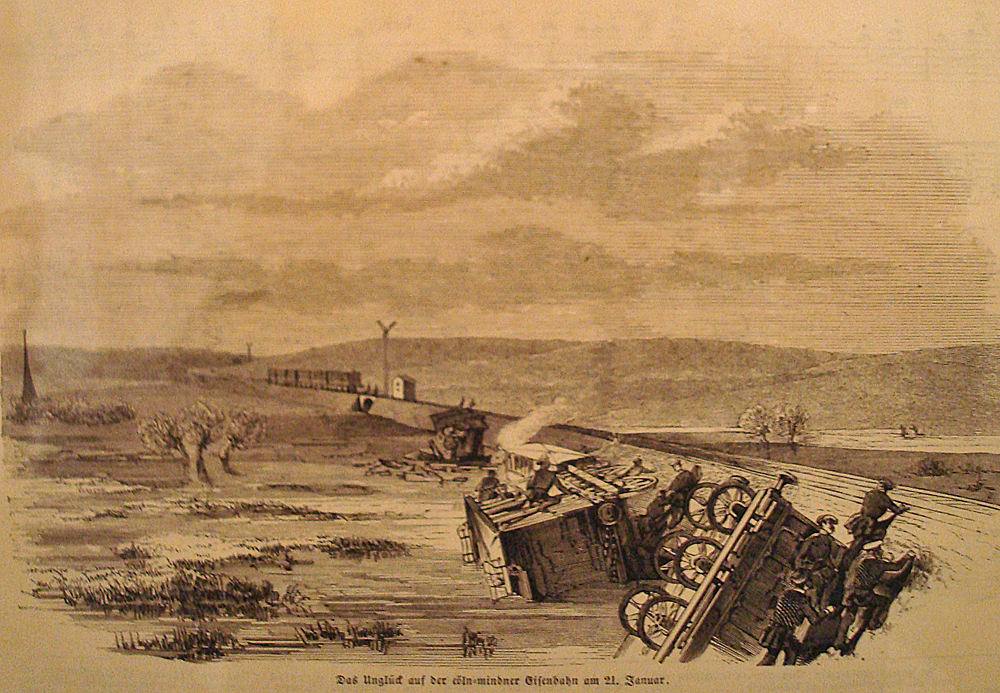
حادثة 1851 Avenwedde rail accident، 21 يناير 1851

- 21 يناير - ألمانيا - حادث 1851 Avenwedde rail accident[الألمانية] يُعد أول حادث قطار في ألمانيا يسفر عن العديد من القتلى وأسوأ حادث قطار في ذلك الوقت، حيث مات ثلاثة أشخاص.
- 30 أبريل - المملكة المتحدة - حادث سكة حديد نفق ساتون : اصطدم قطار ركاب بيركينهيد ولانكشاير وتشيشير جانكشن للسكك الحديدية بمؤخرة قطار آخر داخل نفق ساتون، شيشاير، وقُتل ستة أشخاص وأصيب "عدد كبير".[38][39]
- 6 يونيو - المملكة المتحدة - خرج قطار سكك حديدية في لندن وبرايتون وساوث كوست عن مساره على جسر بين برايتون ولويس، مما أسفر عن مقتل خمسة أشخاص.[40]

### 1852
- 12 يوليو - المملكة المتحدة - حادث قطار بيرنلي - وصل قطار رحلات مدرسي مؤلف من 35 عربة من جوول إلى بيرنلي على سكة حديد لانكشاير ويوركشاير، حيث يستغرق المسار وقتًا طويلاً للغاية. انفصل المحرك وترك القطار يتجه ببطء إلى أسفل المنحدر إلى جانب طويل. حيث اصطدم بالمصد. قتل أربعة من بين 800 شخص كانوا على متنه.[41][42]
- 29 يوليو - المملكة المتحدة - على سكة حديد لندن والشمال الغربي، جرى إحضار قاطرة إلى سقيفة شروزبري لإصلاح طفيف، لكن اندلع بها حريق، وبعد إصلاح المحرك وتشغيله، تُرك دون مراقبة لمدة 20 دقيقة عند تغيير نوبة العمل، فتحرك بعيدًا على الخط الرئيسي وبعد 14 ميل (23 كـم) اصطدم مع قطار واقف في دونينجتون، شروبشاير، مما أسفر عن مقتل راكب واحد.[43]
- 3 أغسطس - المملكة المتحدة - سقط جزء من قاطرة قطار رجبي إلى برمنغهام في هامبتون على سكة حديد لندن والشمال الغربي، مما أدى إلى اصطدام شاحنة وعربة واحدة بقطار على المسار الآخر. قتل اثنان من الركاب وأصيب عدد آخر.[44]
- 25 سبتمبر - المملكة المتحدة - انفجرت غلاية قاطرة سكة حديد المقاطعات الشرقية.[45]
- 4 أكتوبر - المملكة المتحدة - خرج قطار الركاب الجنوبي الشرقي عن مساره بين Ticehurst Road وEtchingham، East Sussex، إنجلترا، وأصيب كل من طاقم المحرك.[46]
- 25 نوفمبر - المملكة المتحدة - خرج قطار من Great Western للسكك الحديدية عن مساره في جاتكومب، جلوسيسترشاير.[47]

### 1853
- 6 يناير - الولايات المتحدة - خرج قطار يقل الرئيس المنتخب فرانكلين بيرس وزوجته جين وابنهما بنجامين عن مساره وأطيح به من على جسر بالقرب من أندوفر بولاية ماساتشوستس. أصيب فرانكلين وجين بجروح طفيفة، لكن مات ابنهما بنيامين.[48]
- 4 مارس - الولايات المتحدة - اصطدمت مؤخرة قطار يقل مهاجرين بالقرب من ماونت يونيون بولاية بنسلفانيا بقطار بريد ؛ تمزقت الغلايات، مما أدى إلى حرق سبعة أشخاص حتى الموت وكان أعلى عدد من القتلى في الولايات المتحدة في ذلك الوقت. وبحسب ما ورد كان مهندس قطار البريد نائما عندما وقع الاصطدام.[48]
- 4 مارس - المملكة المتحدة - خرج قطار لانكشاير ويوركشاير عن مساره على جزء متهالك من المسار بالقرب من ديكسون فولد، مما أسفر عن مقتل السائق وخمسة ركاب.[49][50]

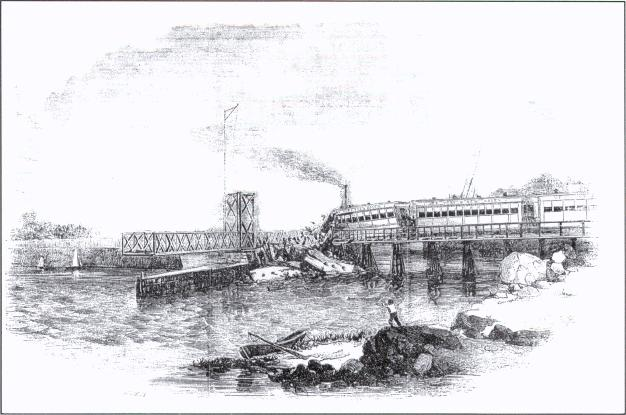
نهر نورووك، كونيتيكت.

- 6 مارس - الولايات المتحدة - حادث سكة حديد نورووك - حدثت أول كارثة كبرى لجسر السكك الحديدية الأمريكية عندما تجاهل مهندس سكك حديد نيو هافن التحقق من وجود إشارة مفتوحة للجسر المتحرك. حيث مرت القاطرة وأربع عربات ونصف عبر الجسر المتحرك المفتوح وغرقت في نهر نورووك، كونيتيكت. وقد قُتل ستة وأربعون راكبا أو غرقوا وأصيب نحو 30 آخرين بجروح خطيرة.
- 6 مارس - المملكة المتحدة - انفجرت غلاية قاطرة سكة حديد لندن والشمال الغربي في لونجسايت، لانكشاير، وقُتل ستة أشخاص.[51]
- 17 مارس - المملكة المتحدة - انفجرت غلاية قاطرة سكة حديد لندن وبرايتون وساوث كوست في Brighton بشرق ساسكس.[52]
- 25 أبريل - الولايات المتحدة - أدى تصادم بالقرب من شيكاغو إلى مقتل 15 شخصًا[53]
- 9 مايو - الولايات المتحدة - أدى تصادم وجها لوجه في نيو جيرسي ميدولاندز إلى وفاة شخصين. حيث لم يجري تحذير أحد المهندسين مسبقًا بشأن التغيير في الجدول الزمني الذي أدى إلى ذلك.[54]
- 12 أغسطس - 1853 اصطدام وجهاً لوجه بين بروفيدنس ووستر - الولايات المتحدة - وقع قطارا ركاب من بروفيدنس ووستر للسكك الحديدية في تصادم وجهاً لوجه في فالي فولز، رود آيلاند. قتل 13 شخصا وجرح 50. يُعتقد أن هذا هو أقدم حطام جرى تصويره بواسطة داجيرية daguerreotype حيث التقط الصورة L. Wright of Pawtucket ونشرها بعد أسبوعين في The Illustrated News of New York.[55]
- سبتمبر - المملكة المتحدة - توقف قطار شحن للسكك الحديدية في المقاطعات الشرقية بالقرب من Brandon، سوفولك بسبب مشكلة في القاطرة. وتجاهل سائق قطار شحن آخر إشارة حمراء عن عمد، وبالتالي اصطدم قطاره بالقطار الأول من الخلف.[56]
- 5 أكتوبر - أيرلندا - 1853 حادث قطار سترافان - تعطل قطار الركاب السريع للسكك الحديدية الجنوبية والغربية في جنوب Straffan، مقاطعة كيلدير بسبب قضيب مكبس مكسور على القاطرة،،وقُتل ثمانية عشر شخصا.
- المملكة المتحدة - انفجرت غلاية قاطرة سكة حديد ميدلاند بالقرب من بريستول، جلوسيسترشاير أثناء نقل القاطرة لقطار شحن.[57]

### 1854
- 24 أغسطس - المملكة المتحدة - تعرّض قطار رحلة جنوب شرق للسكك الحديدية لتصادم خلفي بمحرك خفيف في Windmill Bridge، Croydon، Surrey، وقُتل ثلاثة ركاب.[58]
- 27 أكتوبر - كندا - اصطدم قطار ركاب Great Western Railway بمؤخرة قطار آخر في بابتيست كريك، أونتاريو، وقُتل 52 شخصًا، وأصيب 48 شخصًا على الأقل.[59]

### 1855

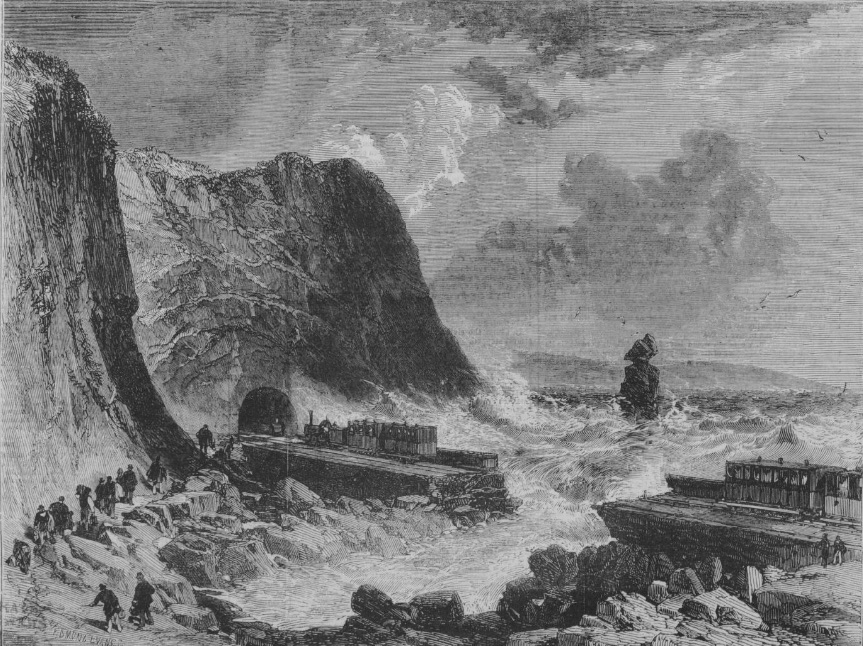
الجدار البحري لسكة حديد جنوب ديفون، 3 مارس 1855

- فبراير - مارس - المملكة المتحدة - في يوم الاثنين 12 فبراير 1855 جرفت أجزاء كبيرة من السور البحري لسكة حديد جنوب ديفون. على الرغم من بدء أعمال الإصلاح فورًا بعد أربعة أيام، حيث جرى إنشاء المزيد من جدار البحر إلا أنه انجرف جزء ىخر بطول 70 يارد (64 م).[60] اضطر الركاب إلى مغادرة قطاراتهم وحمل أمتعتهم لمسافة ما لركوب قطارات أخرى.[61] جرى بناء جسر مؤقت من قبل المهندس المقيم، السيد مارجري، وجرى تشغيله في غضون أسبوعين مما سمح بتشغيل الحافلات، التي جرى سحبها باليد والحبال.[62]
- 29 أغسطس - الولايات المتحدة - اصطدم قطار ركاب كامدن وأمبوي ريل رود المتجه جنوبًا، على مسار واحد بالقرب من برلنغتون، نيو جيرسي، لإفساح المجال لقطار سريع متجه شمالًا، بعربة تجرها الخيول. خرجت سيارة الركاب في أقصى المؤخرة عن مسارها، واصطدمت السيارات التالية بها، وخرجت عن مسارها، وسقطت في حفرة. تحطمت سيارات الركاب الأربعة، وتوفي أربعة وعشرون شخصًا، وأصيب ما بين 65 و100 شخصًا.[63]
- 1 نوفمبر - الولايات المتحدة - كارثة قطار جسر جاسكوناد - انهار جسر فوق نهر جاسكونادي في جاسكوناد بولاية ميسوري تحت قطار رحلات باسيفيك ريلرود خلال الاحتفالات بافتتاح الخط، حيث قُتل 31 شخصًا وأصيب المئات بجروح خطيرة.
- 12 سبتمبر - المملكة المتحدة - تحرك محرك خفيف من Reading على الخط الخطأ فحدث تصادم مباشر مع قطار ركاب سكة حديد جنوب شرق، وقُتل أربعة أشخاص وجرح الكثير.[58]
- 15 ديسمبر- الولايات المتحدة- انفجرت غلاية قاطرة نيويورك للسكك الحديدية المركزية ديويت كلينتون مما أسفر عن مقتل المهندس ورجل الإطفاء.[64]
- المملكة المتحدة - خرج قطار جنوب شرق للسكك الحديدية عن مساره عند Bricklayers 'Arms Junction، Surrey.[58]

### 1856

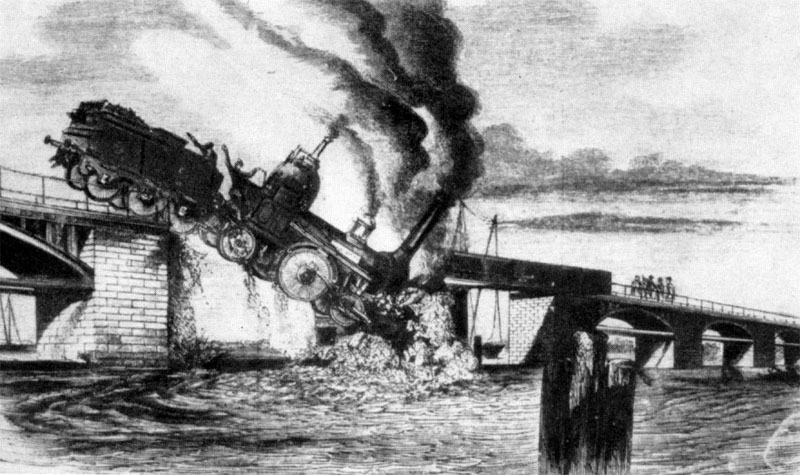
تحطم جوبيتر، 29 مايو 1856

- 6 مايو - بنما - 1856 حادث سكة حديد بنما  [لغات أخرى]‏ - خرج قطار على متنه أكثر من 500 راكب عن القضبان بالقرب من Aspinwall في بنما. حيث قُتل 30-40 شخصًا وجُرح 70-80 شخصًا.[65][66][67]
- 29 مايو - ألمانيا - تحطمت قاطرة جوبيتر في بوتسدامر هافيل أثناء تشغيل اختباري بسبب جسر متأرجح غير مُغلق.[68]
- 21 يونيو - المملكة المتحدة - خرج قطار ركاب في جنوب شرق السكك الحديدية عن مساره بين Tunbridge Wells وتونبريدج Tunbridge Junction، كينت، مما أسفر عن مقتل السائق وإصابة رجل إطفاء وأحد الركاب.[69]

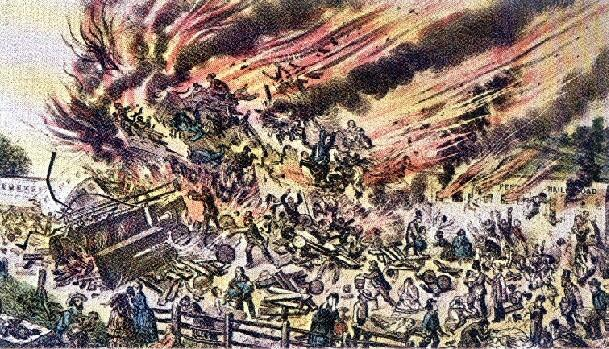
كامب هيل، بنسلفانيا

- 17 يوليو - الولايات المتحدة - اصطدم قطارا ركاب على سكة حديد شمال بنسلفانيا وجهاً لوجه في كامب هيل، بنسلفانيا،[70] وقُتل 59 شخصًا في الحادث والحريق الناجم عنه، وأُصيب أكثر من 100 شخص، توفي بعضهم نتيجة لذلك. انتحر مهندس أحد القطارات في نفس اليوم، على الرغم من تبرئته من أي مسؤولية فيما بعد.

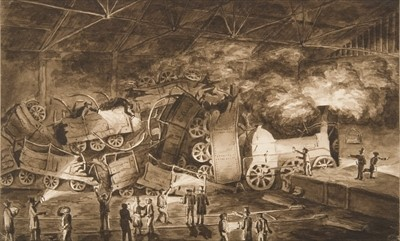
سالزبوري، 6 أكتوبر 1856

- 10 أغسطس - هولندا - حادث قطار شيدام
- 6 أكتوبر - المملكة المتحدة - أدى حادث في سالزبوري إلى مقتل شخصين وإصابة شخص واحد.[71]

### 1857
- 12 مارس - كندا - : انهار جسر فوق قناة ديجاردان عندما انكسر محور قطار ركاب Great Western Railway من تورنتو إلى هاميلتون أثناء مرور القطار عبر الجسر. قُتل 59 شخصًا بسبب الصدمة أو الغرق بعد سقوطهم في القناة المجمدة.[72]
- 27 يونيو - المملكة المتحدة - : اصطدم قطار ركاب سكة حديد من الجنوب الشرقي بمؤخرة قطار آخر في لويشام، كنت، بسبب خطأ من عامل الإشارة في Blackheath. قُتل أحد عشر شخصًا وجُرح 30.

### 1858
- 6 مايو - المملكة المتحدة - خرج قطار ركاب من بليموث على خط سكة حديد كورنوال، الذي جرى افتتاحه للتو، عن مساره قبل جسر غروف بالقرب من سان جيرمان وسقط المحرك وعربتان في الماء. قتل ثلاثة من عمال السكة الحديد.[73]
- 11 مايو - الولايات المتحدة - تحرك جسر يبعد حوالي 3 أميال (4.8 km) من يوتيكا، نيويورك عندما مر قطاران فوقه، ولقي تسعة ركاب حتفهم، وجرح خمسون.[74]
- 15 مايو - الولايات المتحدة - حادث قطار لافاييت وإنديانابوليس للسكك الحديدية على جسر بطول 120 قدمًا (37 مترًا) فوق بوتاتو كريك، حوالي 17 ميلاً (27) كم) جنوب شرق لافاييت بالقرب من كولفاكس. قُتل المهندس جاكوب بيتينجر (بيدينجر) ورجل الإطفاء باتريك مالوني (مولوني) والقائد جيمس دبليو إيروين.[75][76]
- 30 يونيو - المملكة المتحدة - خرج قطار ركاب من جنوب شرق السكك الحديدية عن مساره في Chilham، كنت. قتل ثلاثة أشخاص.[58]
- 11 أغسطس - المملكة المتحدة - مر قطار ركاب في المنطقة العازلة في محطة Ramsgate Town، كينت. أصيب عشرون شخصا.[58]

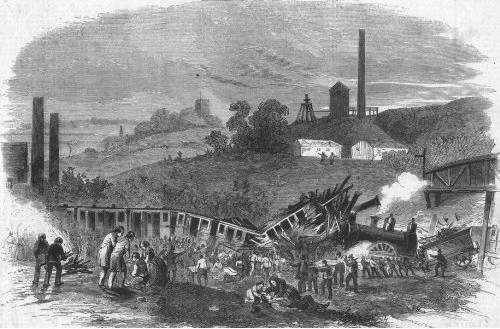
راوند أوك.

- 23 أغسطس - المملكة المتحدة - انقسم قطار ركاب سكة حديد أوكسفورد ووستر ووولفرهامبتون فتحرك الجزء الخلفي واصطدم بقطار الركاب التالي في محطة Round Oak، Stourbridge، Worcestershire. وقُتل 14 شخصا وأُصيب 50 إصابة خطيرة و170 إصابة طفيفة.
- 6 سبتمبر - فرنسا - في Chemin de fer de Paris à Saint-Germain، تحرك قطار سكة حديد به 10 عربات للخلف بسبب الجاذبية وكان على متنه حوالي 300 من رواد مهرجان من Saint-Germain-en-Laye إلى Le Vésinet، فاصطدم بقاطرة، وقتل أحد أفراد الطاقم واثنان من الركاب، وأصيب ما لا يقل عن 40 شخصًا.[77]

### 1859

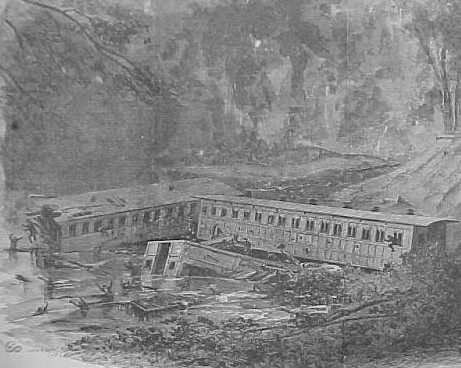
ساوث بيند، إنديانا.

- 28 يونيو - الولايات المتحدة - في ساوث بيند بولاية إنديانا، انهار جسر سبرينغبروك بينما يمر قطار الركاب السريع لقطار ميتشيغان الجنوبي للسكك الحديدية. اصطدمت القاطرة والعربتان بالأرض من ارتفاع 30 قدم (9 م)، وقتل 42 شخصا وجرح 50.
- أغسطس - المملكة المتحدة - كسر محور محرك سكة حديد لندن وتيلبيري وساوثيند في ستانفورد لو هوب، إسيكس، فقتل راكب واحد.

## عقد 1860

### 1860
- 20 فبراير - المملكة المتحدة - تحطم إطار قاطرة سكة حديد المقاطعات الشرقية أثناء نقلها قطار ركاب عبر محطة توتنهام. خرج القطار عن مساره، مما أسفر عن مقتل سبعة أشخاص.[78]
- 16 مايو - الولايات المتحدة - على سكة حديد فلوريدا والمحيط الأطلسي والخليج المركزية حوالي ثلاثة عشر ميلاً (21 km) غرب جاكسونفيل، فلوريدا، واجه قطار مجموعة من الماشية التي أوقعت القطار عن مساره، وقتل ثلاثة أشخاص في الحادث.
- 6 سبتمبر - المملكة المتحدة - حادث قطار هيلمشور - انقسم قطار رحلة سكة حديد لانكشاير ويوركشاير في هيلمشور، لانكشاير. فتحركت ست عشرة عربة واصطدمت بالقطار التالي. قُتل أحد عشر شخصا.
- 26 سبتمبر - المملكة المتحدة - حادث جسر بول - انهار جسر من الحديد الزهر تحت قطار شحن ميدلاند للسكك الحديدية في بولبريدج، ديربيشاير.
- 16 نوفمبر - المملكة المتحدة - تجاوز قطار بريد في لندن وشمال غرب السكك الحديدية الإشارات واصطدم بمؤخرة قطار للماشية في آثيرستون، وارويكشاير. قتل عشرة أشخاص.

### 1861
- يناير - المملكة المتحدة - خرج قطار ركاب سكك حديد لندن تشاتام ودوفر عن مساره في Sittingbourne، كنت. قتل شخص واحد.

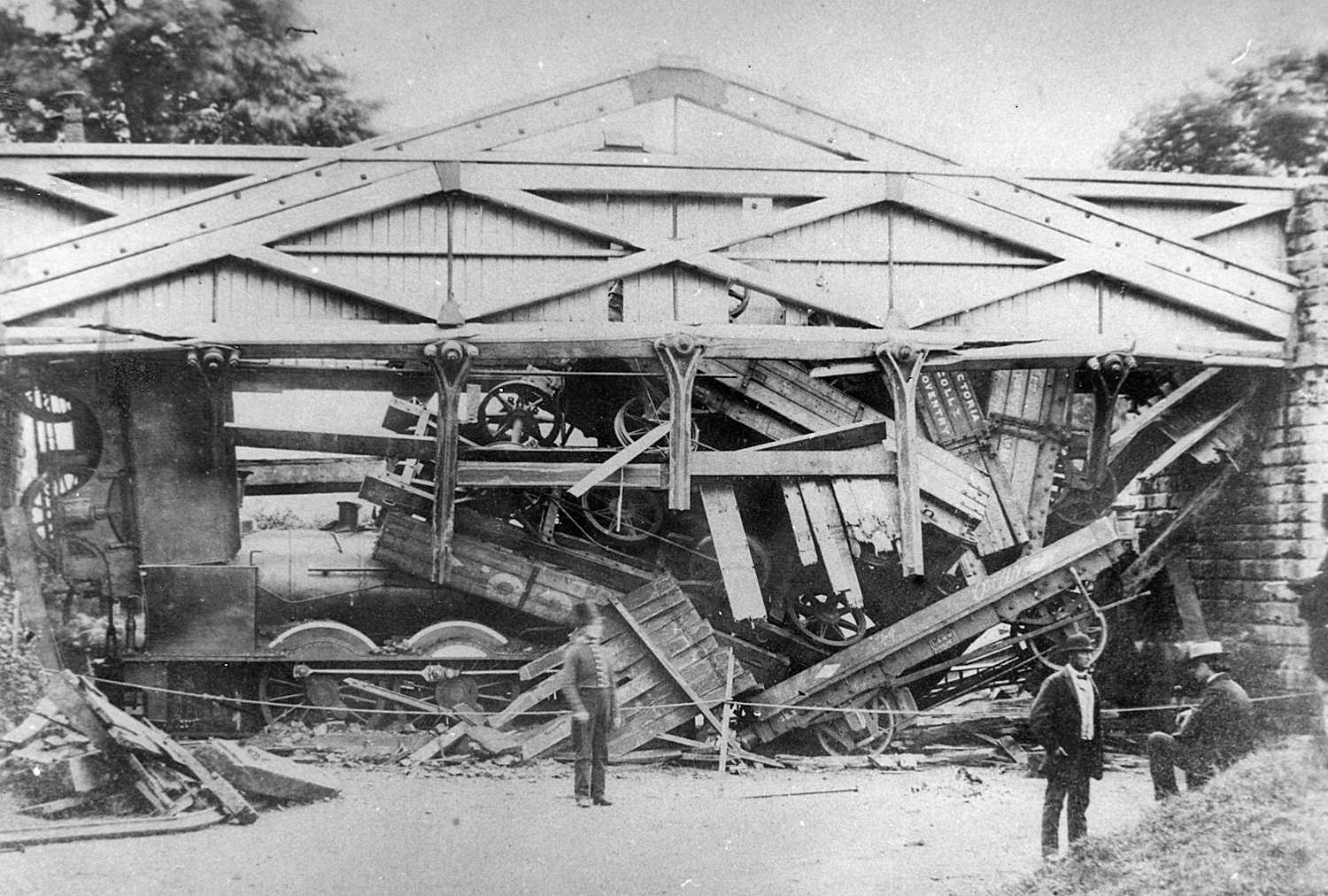
جسر ووتون بعد الانهيار

- 11 يونيو - المملكة المتحدة - انهيار جسر ووتون : انهار جسر من الحديد الزهر بالقرب من كينيلورث، وارويكشاير تحت قطار شحن للسكك الحديدية في لندن وشمال غرب. قتل كل من طاقم القاطرة.
- 4 يوليو - المملكة المتحدة - مع اقتراب قطار البريد الأيرلندي المتجه غربًا من جسر Easenhall، تحطمت قاطرة 2-2-2 LNWR Bloomer Class تمامًا في انفجار بسبب تآكل ألواح الغلاية. قتل شخص واحد وجرح ثلاثة.[79][80]
- 25 أغسطس - المملكة المتحدة - : اصطدم قطار رحلات استكشافية للسكك الحديدية في لندن وبرايتون وساوث كوست بمؤخرة قطار آخر داخل نفق كلايتون، غرب ساسكس بسبب مزيج من أخطاء السائق ورجل الإشارة وأخطاء التشغيل. قُتل 23 شخصًا، وأصيب 176 بجروح في ما كان آنذاك أكثر حوادث السكك الحديدية دموية في المملكة المتحدة.
- 29 أغسطس - المملكة المتحدة - وقعت حادثة قطار رحلات استكشافي على سكة حديد ساوث دارام ولانكشاير يونيون وأصيب عدد من الركاب. ظل السائق المصاب وأحد رجال الإطفاء محاصرين تحت القاطرة لعدة ساعات حتى جرى إنقاذهما. توفي السائق في 8 سبتمبر 1861 متأثرا بجراحه.[81]
- 2 سبتمبر - المملكة المتحدة - : اصطدم قطار لسكك حديد شمال لندن بقطار شحن للسكك الحديدية في لندن وشمال غرب في كنتيش تاون، ميدلسكس بسبب خطأ رجل الإشارة. قتل ستة عشر شخصا وجرح 317.
- 3 سبتمبر - الولايات المتحدة - : تحطم قطار سكة حديد هانيبال وسانت جوزيف بعد أن قام قراصنة الأدغال بتخريب دعائم جسر فوق نهر بلات في ميسوري. قُتل ما لا يقل عن سبعة عشر شخصًا وجُرح حوالي 100.
- ديسمبر - المملكة المتحدة - خرج قطار سكك حديد لندن وتشاتام ودوفر عن مساره بواسطة قاطرة Eclipse في تينهام، كنت.[82]

### 1862
- مايو - المملكة المتحدة - خرج قطار ركاب في لندن وتشاتام ودوفر عن مساره في Faversham، كنت بسبب خلل في المسار. قتل ثلاثة أشخاص.[82]

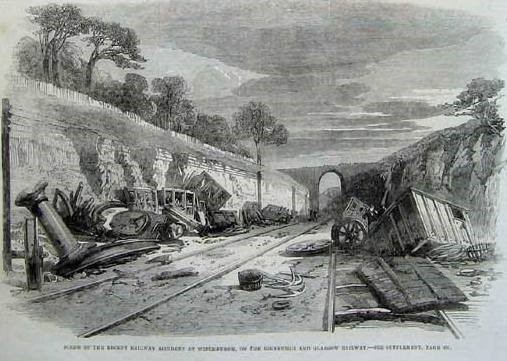
تحطم سكة حديد Winchburgh

- 13 أكتوبر - المملكة المتحدة وقع قطارا ركاب من إدنبرة وجلاسكو في تصادم وجهاً لوجه في وينتشبرج، لينليثجوشير. قتل خمسة عشر شخصا وجرح 35.

### 1863
- 19 فبراير - الولايات المتحدة - : اصطدم قطار على طريق السكك الحديدية الجنوبية في نهر Chunky في مقاطعة نيوتن، ميسيسيبي. كان القطار متجهًا إلى فيكسبيرغ حيث كانت القوات الكونفدرالية بحاجة إلى تعزيزات. خرج القطار عن مساره على جسر تالف وسقط. قُتل ما لا يقل عن 40 راكبا. جرى إنقاذ بعض الضحايا من قبل جنود من كتيبة الشوكتو الأولى الذين كانوا يخيمون في مكان قريب.

### 1864
- 5 مايو - المملكة المتحدة - في كولن على سكة حديد ميدلاند، تعرض محرك 0-6-0 يجري إعداده للعمل في قطار بضائع إلى ليدز لانفجار مرجل، مما أسفر عن مقتل السائق وإصابة رجل الإطفاء بجروح بالغة. أصيبت امرأة بشظية في منزلها بعيدا.[83]
- 9 مايو - المملكة المتحدة - في محطة Bishop's Road على سكة حديد Metropolitan - تعرضت قاطرة 0-6-0 مستعارة من السكك الحديدية الشمالية العظمى لانفجار مرجل. لم يُقتل أحد لكن المحطة تعرضت لأضرار جسيمة وامتدت الإصابات إلى راكب في قطار آخر على بعد مسارين.[84][85]

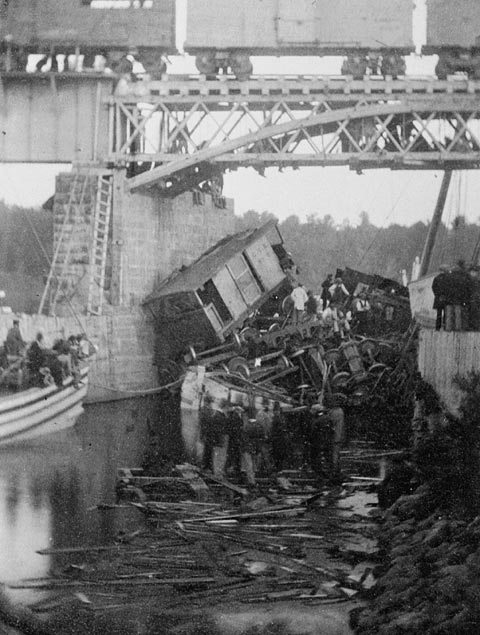
مر قطار المهاجرين عبر جسر متأرجح مفتوح بالقرب من بيلويل، كيبيك.

- 29 يونيو - كندا - كارثة قطار سانت هيلير - لم يتمكن قطار مهاجرين من التوقف عند إشارة خطر قبل جسر متأرجح مفتوح، ما أدى لسقوطه في نهر ريشيليو في بيلويل، كيبيك. قُتل تسعة وتسعون شخصًا وجُرح 100. وظل هذا الحادث هو الأكبر من حيث عدد القتلى في كندا حتى 2019.
- 15 يوليو - الولايات المتحدة - اصطدم قطار ركاب إيري للسكك الحديدية الذي كان يحمل أسرى الحرب الكونفدراليين وجهاً لوجه مع قطار فحم بالقرب من بلدة شوهولا بولاية بنسلفانيا. قُتل ما بين 60 و72 شخصًا (العدد الرسمي 65 قتيلًا).
- 16 أغسطس - الولايات المتحدة - اصطدم قطار شحن للسكك الحديدية Erie بالجزء الخلفي من قطار ركاب بين محطة Turner's وSloatsburg، نيويورك ثم اصطدم قطار ثالث بالحطام. قتل سبعة أشخاص.[86]
- 21 سبتمبر - الولايات المتحدة - اصطدم قطار ركاب على سكة حديد بنسلفانيا بمؤخرة قطار شحن متوقف في تومسونتاون، بنسلفانيا، ثم اشتعلت النيران في الحطام. قُتل ستة أشخاص على الأقل وجُرح ثلاثة عشر.[87][88]
- 16 ديسمبر - المملكة المتحدة - انقسم قطار داخل نفق بلاكهيث، كنت فاصطدم بقطار ركاب سريع في الجزء الخلفي، مما أسفر عن مقتل خمسة أشخاص، ومقتل شخصين آخرين فيما بعد وإصابة العديد.[58][89][90][91]

### 1865
- 12 مايو - المملكة المتحدة - وقع حادث على خط السكة الحديد الأيرلندي الشمالي الغربي بالقرب من إنيسكيلين. غادر قطار بضائع ديري وخرج عن القضبان. وقتل سائق المحرك والوقاد.[92]
- 7 يونيو - المملكة المتحدة - خرج قطار رحلة غريت ويسترن للسكك الحديدية عن مساره في ريدنال، شروبشاير بسبب السرعة الزائدة على المسار قيد الصيانة. قُتل 13 شخصا وجرح 30.

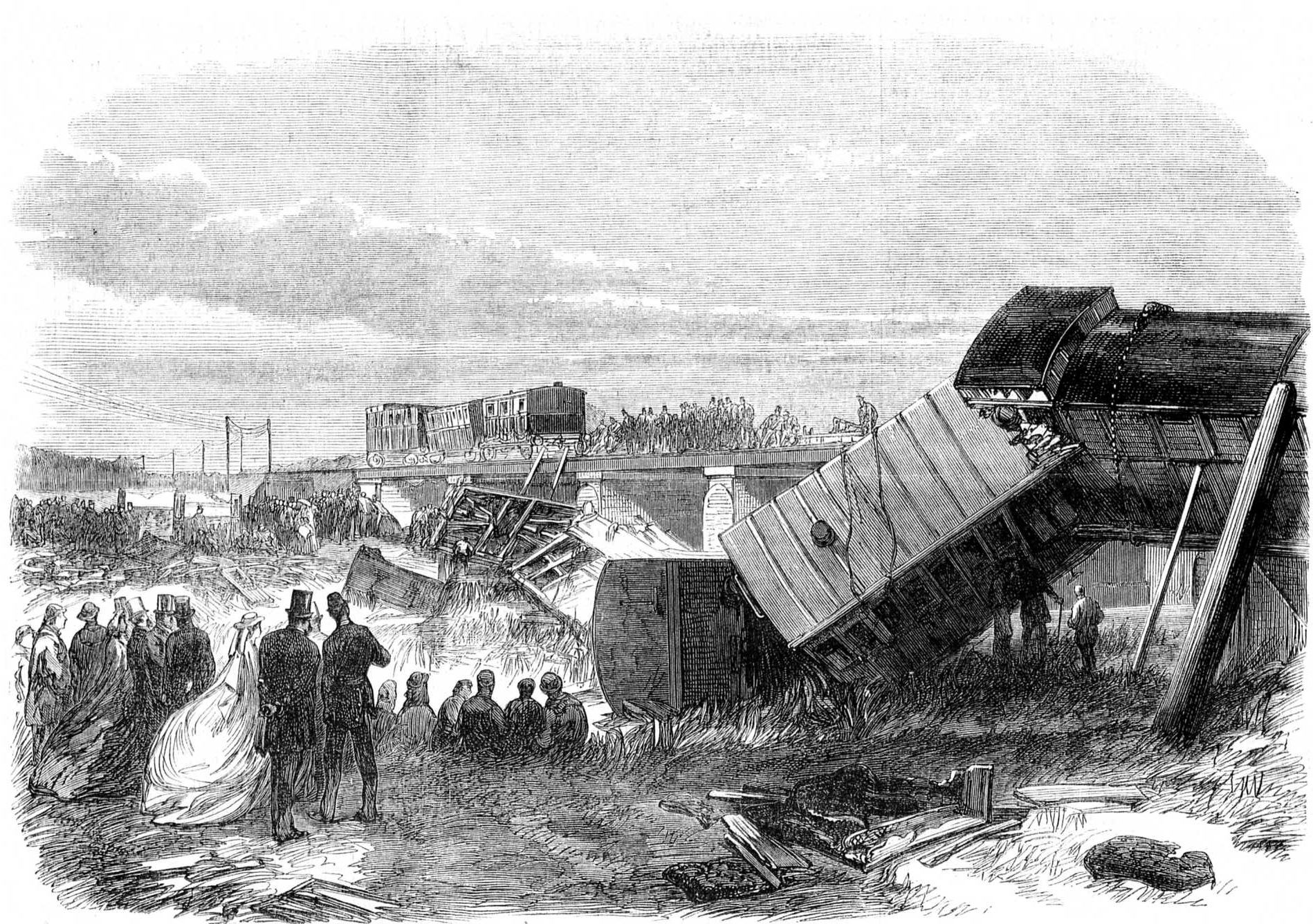
مشهد تحطم بعد حادث Staplehurst

- 9 يونيو - المملكة المتحدة - خرج قطار جنوب شرق للسكك الحديدية عن مساره على جسر فوق نهر Beult في Staplehurst، كينت، بعد أن أساء عمال المسار قراءة الجدول الزمني. قتل عشرة أشخاص وجرح 49. كان تشارلز ديكنز من بين الناجين.

### 1866
- 30 أبريل - المملكة المتحدة - اصطدم قطار ركاب من جنوب شرق السكك الحديدية ببعض عربات البضائع عند تقاطع كاترهام، ساري، بسبب خطأ من أحد رجال الإشارة. قتل أربعة أشخاص.[93]
- 10 يونيو - المملكة المتحدة - : توقف قطار شحن Great Northern Railway في نفق Welwyn North بسبب انفجار أنبوب اللهب، فاصطدم قطار شحن ميدلاند للسكك الحديدية الذي يتبعه في نفس الاتجاه، ثم اصطدم قطار شحن ثالث يسير في الاتجاه الآخر في الحطام. دمرت النيران جميع القطارات الثلاثة بالكامل، وقُتل اثنان من أفراد الطاقم.[94]
- 27 أغسطس - الولايات المتحدة - أدى انفجار مرجل في سكة حديد بيتالوما في محطة بيتالوما إلى مقتل المهندس وثلاثة آخرين.[95]
- 19 ديسمبر - المملكة المتحدة - أثناء تشييد مبنى سوق سميثفيلد الجديد المجاور لقسم مفتوح من سكة حديد متروبوليتان في لندن، سقطت عارضة على قطار عابر وقتل 3 ركاب. ويُعد هذا هو أول حادث مميت في قطار تحت الأرض.[96]

### 1867
- 29 يونيو - المملكة المتحدة - اصطدم قطار ركاب في لندن ونورث ويسترن للسكك الحديدية بقطار شحن في والتون جانكشن، وارينجتون، شيشاير بسبب خطأ من أحد رجال الإشارة. قتل ثمانية أشخاص وجرح 70. يعد عدم وجود تشابك بين الإشارات والنقاط عاملاً مساهماً رئيسياً في وقوع الحادث.[97]

براي، مقاطعة ويكلو.

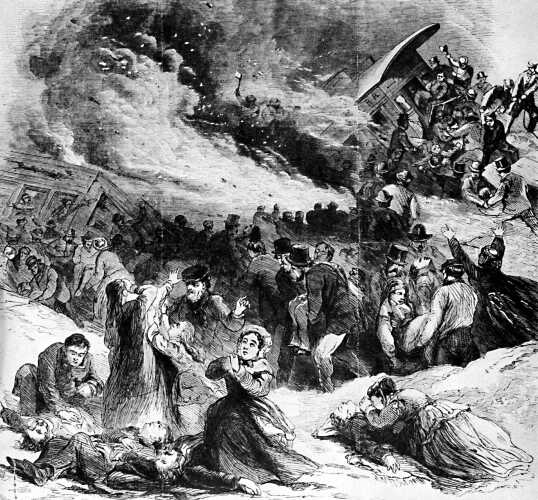
أنغولا، نيويورك

- 9 أغسطس - أيرلندا - انهيار جسر تحت قطار ركاب في براي، مقاطعة ويكلو. قتل أربعة أشخاص وجرح اثنا عشر.[98]
- 18 ديسمبر - الولايات المتحدة خرج قطار New York Express المتجه إلى Lake Shore عن مساره، بعد تجاوز أنغولا، نيويورك. أشتعلت مواقد النار وقتل 49 شخصًا.[99]

### 1868
- 1 فبراير - المملكة المتحدة - جرفت الفيضانات جسرًا على الطريق المؤدي إلى جسر سكة حديد Caersws على خط السكة الحديد الكمبري، مما أدى إلى خروج قطار البريد والبضائع عن مساره من شروزبري إلى أبيريستويث. قتل اثنان من عمال المحرك.[100][101]
- 20 أغسطس - المملكة المتحدة - : جرى تحويل قطار شحن للسكك الحديدية في لندن وشمال غرب لندن في Llandulas، دنبيشاير. أثناء عمليات التحويل، خرجت ست عربات نحو Abergele، حيث اصطدمت بقطار ركاب سريع. وكان خمس من العربات تحمل البارافين الذي انفجر واضرم النار في حطام قطار الركاب. قُتل 33 شخصًا، وأصيب سائق السيارة السريعة بحروق بالغة.
- 5 نوفمبر - المملكة المتحدة - اصطدمت قاطرة Great Western للسكك الحديدية روب روي بمؤخرة قطار ماشية في Awse Junction، بالقرب من Newnham، Gloucestershire، وخرجت عن مسارها.[102]

### 1869
- 23 أبريل - الولايات المتحدة - هوليس، نيويورك: خرج قطار ركاب في طريق لونغ آيلاند للسكك الحديدية عن مساره بسبب كسر في السكة الحديدية. قُتل ستة أشخاص وجُرح أربعة عشر.[103]
- 14 نوفمبر - الولايات المتحدة - سان لياندرو، كاليفورنيا: أدى خطأ عامل التبديل وضعف الرؤية بسبب الضباب إلى اصطدام مباشر بين قطار ركاب متجه شرقًا من أوكلاند، بسيارة، على خط سكة حديد غرب المحيط الهادئ وقطار ألاميدا قطار ركاب ألاميدا للسكك الحديدية. وكان من بين القتلى الأربعة عشر القاضي الكسندر و. بالدوين من المحكمة الجزئية الامريكية في نيفادا.[104]

## عقد 1870

### 1870
- 21 يونيو - المملكة المتحدة - : كسر محور عربة قطار شحن للسكك الحديدية في ميدلاند في نيوارك، نوتنغهامشير، مما أدى إلى خروج القطار عن مساره. افسدت العربات التي خرجت عن السكة خطًا مجاورًا. اصطدم قطار الرحلات بالحطام. قتل 18 شخصا وجرح 40.
- 14 سبتمبر - المملكة المتحدة - : جرى تحويل قطار بريدي في لندن وشمال غرب سكة حديد إلى جانب محطة Tamworth، ستافوردشاير بسبب خطأ رجل إشارة. اصطدم القطار بالمصد وسقط في نهر Anker. قتل ثلاثة اشخاص.
- 26 نوفمبر - المملكة المتحدة - اصطدم قطار سريع بقطار شحن ثابت في محطة هارو وويلدستون على سكة حديد لندن والشمال الغربي، مما أسفر عن مقتل ثمانية أشخاص.
- 6 ديسمبر - المملكة المتحدة - أدى تصادم بين قطارين للسكك الحديدية الشمالية الشرقية في Brockley Whins إلى مقتل خمسة أشخاص وإصابة 37 شخصًا.
- 12 ديسمبر - المملكة المتحدة : بسبب أخطاء أثناء النقل، هربت عشر عربات من قطار شحن للسكك الحديدية في مانشستر وشيفيلد ولينكولنشاير واصطدمت بقطار ركاب في Stairfoot، يوركشاير. قتل خمسة عشر شخصا وجرح 59.
- المملكة المتحدة - تجاوز قطار الشحن للسكك الحديدية الشمالية الشرقية الإشارات وتعارض مع قطار بريد للسكك الحديدية في لندن وشمال غرب في سانت نيكولاس كروسينج، كارلايل، كمبرلاند. قتل خمسة أشخاص وأصيب عدد أكبر. كان سائق قطار الشمال الشرقي للسكك الحديدية في حالة سُكر.

### 1871
- 6 فبراير - الولايات المتحدة - عانى قطار شحن على خط سكة حديد نهر هدسون يحمل النفط الخام والمكرر من كسر في المحور، واستمر القطار في التحرك حتى خرج عن مساره عند جسر Wappinger Creek المتحرك، نيو هامبورغ، نيويورك. وحاولوا تحذير قطار الركاب التالي Pacific Express، لكنه اصطدم به وأدى الحريق الناتج لوفاة 22 شخصًا.[105][106]

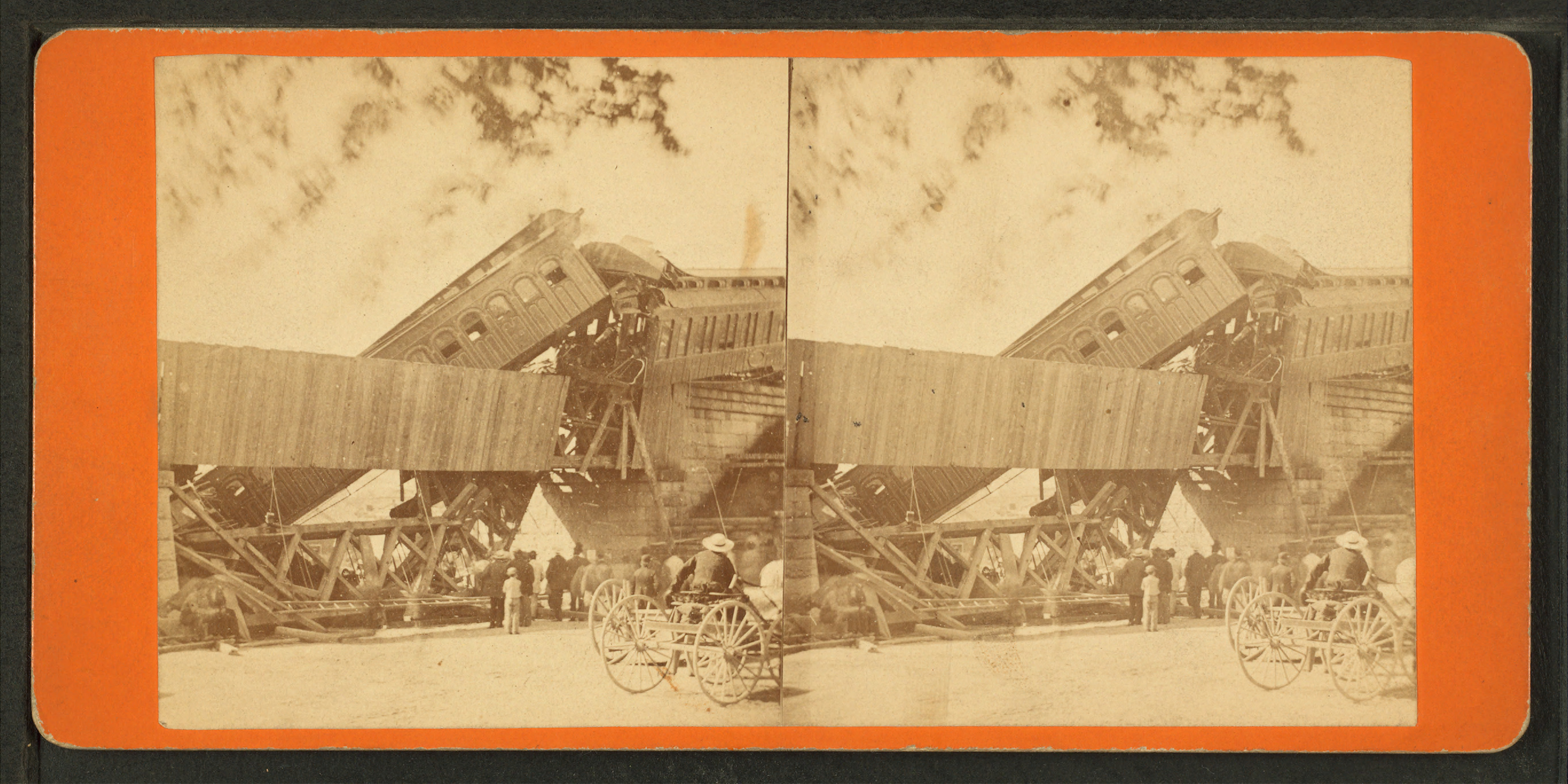
بانجور، مين 8 أغسطس 1871

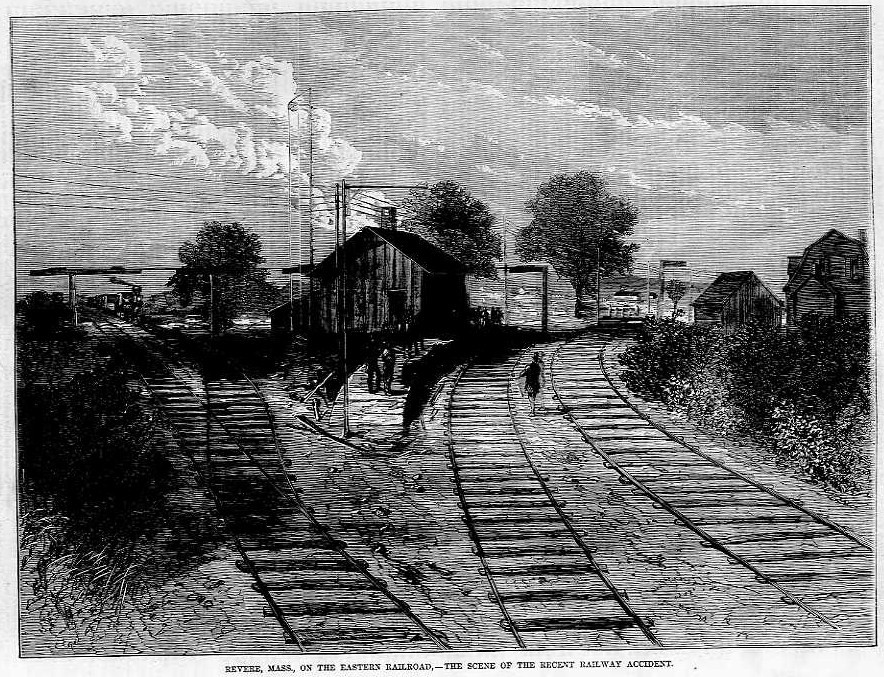
موقع حطام قطار ريفير بولاية ماساتشوستس في 26 أغسطس 1871

- 9 أغسطس - الولايات المتحدة - انهار جسر تحت قطار ركاب شركة مين سنترال للسكك الحديدية في بانجور بولاية مين. قتل شخص وجرح 30.[107]
- 26 أغسطس - الولايات المتحدة - : أدت سلسلة من أخطاء الإرسال إلى اصطدام قطار للسكك الحديدية الشرقية بورتلاند إكسبريس بمؤخرة قطار محلي متوقف في ريفير، ماساتشوستس. اشتعلت النيران في الحطام. قتل 29 شخصا وجرح 57. وكان من بين القتلى عدد من المواطنين البارزين في بوسطن، مما أدى إلى زيادة الدعاية الوطنية للحادث.

### 1872
- 2 أكتوبر - المملكة المتحدة - اصطدم قطار ركاب سريع للسكك الحديدية في كاليدونيان بقطار شحن يقوم بعمليات تحويل في Kirtlebridge، Dumfriesshire. قتل اثنا عشر شخصا وجرح خمسة عشر.
- 24 ديسمبر - الولايات المتحدة - سقطت عربتا ركاب من قطار على خط سكة حديد بنسلفانيا من فوق جسر في بورتلاند بنيويورك. قُتل ثلاثون شخصًا وجُرح ثمانية عشر على الأقل.[108][109]

### 1873
- 30 مارس - المملكة المتحدة - اصطدم قطار رحلات استكشافية للسكك الحديدية الشمالية العظمى بعربتين في بورن، لينكولنشاير. لم يصب أحد بجروح خطيرة، لكن العربات وبوابات العبور قد دمرت.

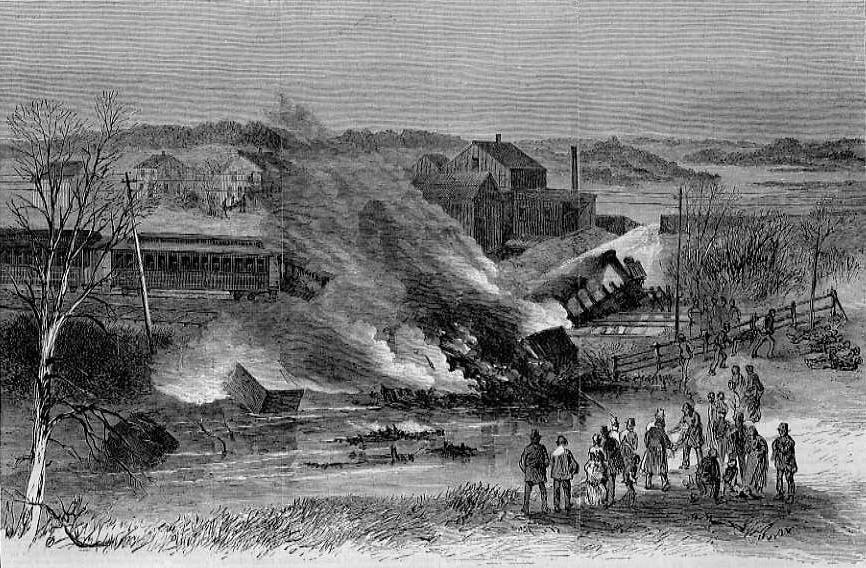
مشهد كارثة السكك الحديدية في ميدو بروك، رود آيلاند، نقش على الخشب من رسم تخطيطي لثيودور آر ديفيز، نُشر في هاربرز ويكلي، 10 مايو 1873. وقع الحادث في 19 أبريل 1873 في Wood River Junction

- 19 أبريل - الولايات المتحدة - خرج قطار ركاب عن مساره في وود ريفر جانكشن، ميدو بروك، رود آيلاند. قتل تسعة ركاب.[110]
- 6 مايو - النمسا-المجر - خرج قطار ركاب عن مساره في محطة قطار بودابست نيوجاتي. قتل 26 شخصا.[111][112]
- 2 أغسطس - المملكة المتحدة - خرج قطار ركاب في لندن وشمال غرب السكك الحديدية عن مساره في محطة ويجان الشمالية الغربية، ربما بسبب السرعة الزائدة، قتل 13 شخصا وجرح 30.
- 12 أغسطس - إيطاليا - خرج قطار ركاب من نوع Società per le strade ferrate romane  [لغات أخرى]‏ يسير بين روما وفلورنسا عن مساره بالقرب من بلدة أورتي (لاتسيو) بعد اصطدامه بماشيتين كانتا تقفان على القضبان. قتل شخصان وجرح أكثر من 40.
- 2 ديسمبر - المملكة المتحدة - في مينهينيوت على سكة حديد كورنوال، اصطدم قطاران، مما أدى إلى إصابة العديد من أفراد الطاقم ومقتل أحدهم.[113][114]

### 1874
- 27 يناير - المملكة المتحدة - اصطدم قطار ركاب سريع للسكك الحديدية البريطانية الشمالية بقطار شحن في Bo'ness Junction، Stirlingshire. قتل ستة عشر شخصا وجرح 28.
- 10 سبتمبر - المملكة المتحدة - تصادم قطارا ركاب من Great Eastern Railway وجهاً لوجه في Thorpe St. Andrew، Norfolk، بسبب إجراءات الإرسال غير المنتظمة. قتل 25 شخصا وجرح أكثر من 100. أدى الحادث مباشرة إلى إدخال أنظمة التحكم الآلي لإدارة حركة المرور على السكك الحديدية ذات المسار الواحد.

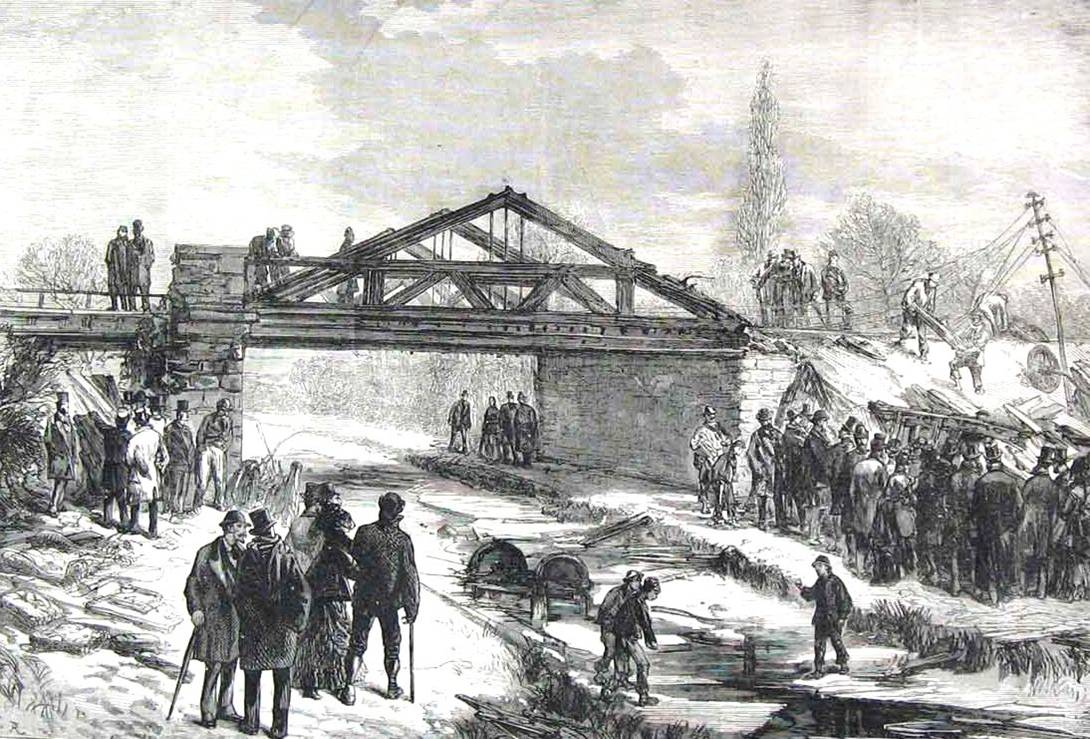
شيبتون أون شيرويل.

24 ديسمبر - المملكة المتحدة - خرج قطار ركاب Great Western Railway عن مساره بسبب عجلة مكسورة في شيبتون أون شيرويل، أوكسفوردشاير. قتل 34 شخصا وجرح 69. تفاقمت الكارثة بسبب ضعف الاتصالات وانعدام المكابح.

### 1875
- 6 يوليو - تشيلي - انهار جسر تحت القطار الليلي بين فالبارايسو وسانتياغو في تشيلي، مما أسفر عن مقتل تسعة أشخاص.[115]
- 28 أغسطس - المملكة المتحدة - تجاوز قطار ركاب الإشارات واصتدم بمؤخرة قطار رحلة في كيلدويك، يوركشاير. قتل سبعة أشخاص وأصيب 39.[116]

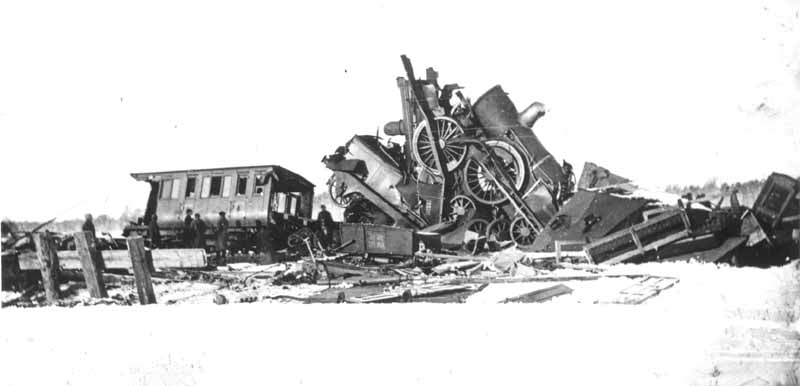
حادث قطار لاغيرلوندا، 1875

- 15 نوفمبر - السويد - أدت الإشارات غير الواضحة إلى اصطدام وجهاً لوجه بين قطاري ركاب بالقرب من Lagerlunda، أوstergötland. قتل تسعة اشخاص.[117]
- 18 نوفمبر - المملكة المتحدة - اصطدام قطارين من سكك حديد لندن وتشاتام ودوفر في Ludgate Hill بلندن.

### 1876
- 21 يناير - المملكة المتحدة - : مر قطار ركاب سريع للسكك الحديدية الشمالية الكبرى بإشارة في موضع واضح أثناء عاصفة ثلجية وواجه تصادمًا خلفيًا مع قطار شحن في أبوتس ريبتون وهانتينغدونشاير ثم اصطدم قطار في الاتجاه الآخر بالحطام. قُتل 13 راكبًا وأصيب 59 شخصًا.
- 14 أبريل - المملكة المتحدة - اصطدم قطار سريع للسكك الحديدية الشمالية العظمى بقطار البريد في كوربي، نورثهامبتونشاير لأن الإشارات كانت في مكان غير واضح في عاصفة ثلجية.[118]
- 16 يونيو - الولايات المتحدة - انهار جسر تحت قطار بلو ريدج للسكك الحديدية المتجه من بيلتون، ساوث كارولينا، إلى أندرسون كورت هاوس، ساوث كارولينا. قُتل جميع الأشخاص الخمسة الذين كانوا على متن القطار.[119]
- 7 أغسطس - المملكة المتحدة - أدت مجموعة متنوعة من الأخطاء إلى تورط قطارين للركاب في سكة حديد سومرست ودورست في حادث تصادم مباشر في رادستوك، سومرست. قتل خمسة عشر راكبا.
- 23 ديسمبر - المملكة المتحدة - تجاوز قطار سريع للسكك الحديدية الشمالية العظمى الإشارات وتحطمت عدد من العربات في آرليسلي سايدنغز، بيدفوردشير. قتل ستة أشخاص.[120]

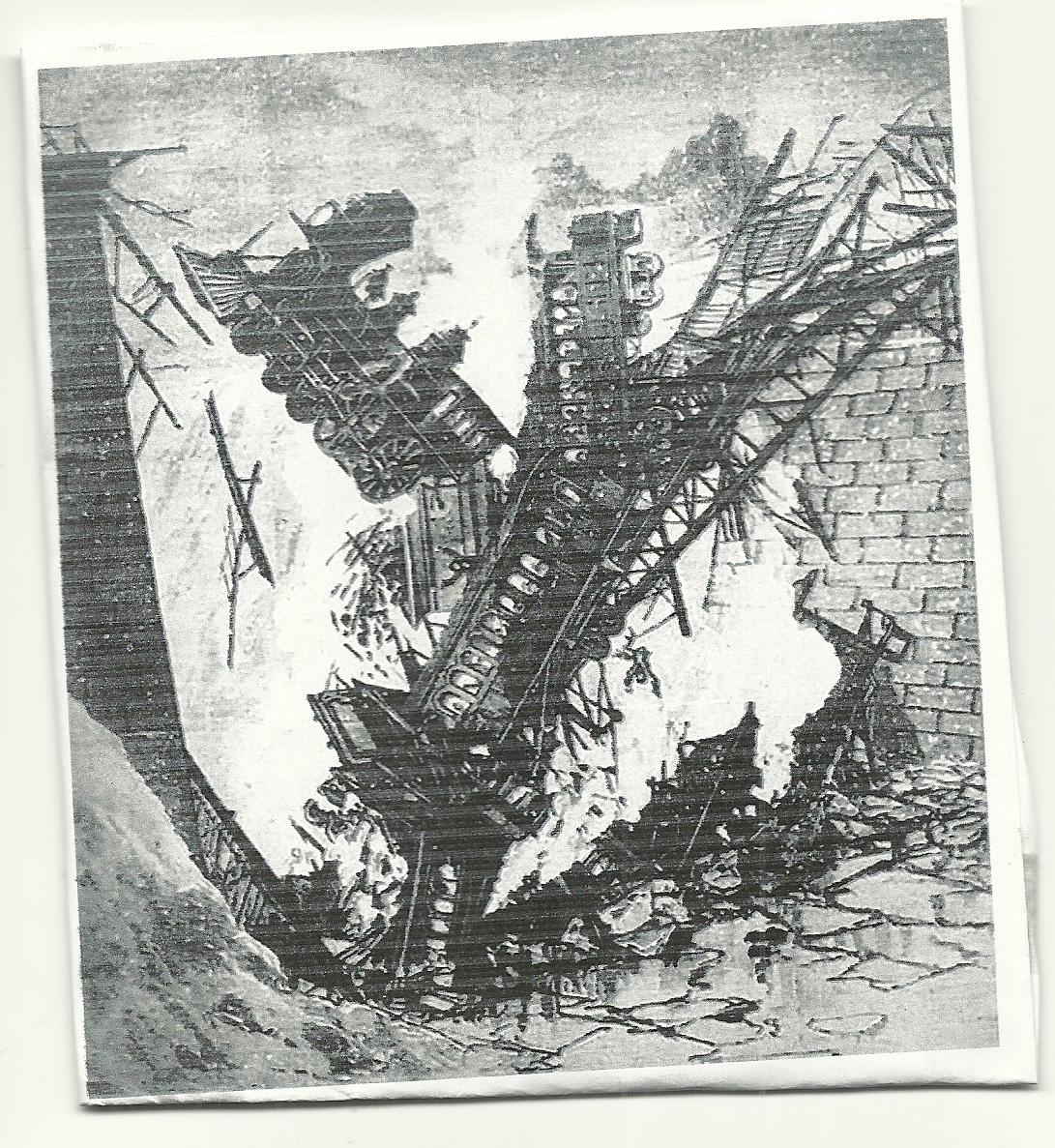
انهيار جسر أشتبولا.

- 29 ديسمبر - الولايات المتحدة - : انهار جسر بحيرة شور تحت قطار ميتشيغان للسكك الحديدية الجنوبية في أشتابولا، أوهايو. سقط القطار في البحيرة المتجمدة من ارتفاع 70 قدم (21 م). نشب حريق قُتل فيه العشرات، لكن المصادر اختلفت حول العدد - ربما وصل إلى 92. ويعتقد أن كاتب الترنيمة الشهير فيليب بليس وزوجته من بين ما يقدر بنحو 19-25 ضحية مجهولة الهوية.

### 1877
- 25 مارس - المملكة المتحدة - خرج قطار ركاب سريع عن مساره في Morpeth، نورثمبرلاند بسبب خلل في المسار.[121]
- 27 مارس - الولايات المتحدة - أدى قطار على سكة حديد جاكسون ولانسينغ وساجيناو إلى إصابة شخص بجروح قاتلة.[122]
- 4 أكتوبر - الولايات المتحدة - سقط قطار لسكة حديد بيكرينغ فالي من جسر غمرته المياه بالقرب من كيمبرتون بولاية بنسلفانيا، مما أسفر عن مقتل سبعة وإصابة العشرات.[123]

### 1878
- 11 يناير - المملكة المتحدة - اصطدم قطار الطائر الاسكتلندي بقطار شحن في ويلوين جاردن سيتي، هيرتفوردشاير، وبعد ذلك اصطدم قطار ركاب محلي بالحطام.
- 21 مايو - الولايات المتحدة - علق قطار شحن من طراز كنساس باسيفيك RR في جسر في كيوا كريك، كولورادو ؛ ما أدى إلى مقتل 3 أشخاص.[124]
- 31 أغسطس - المملكة المتحدة - اصطدم قطار ركاب في لندن وتشاتام ودوفر بعربات البضائع في Sittingbourne، كنت، بسبب أخطاء من جانب أحد الحراس واثنين من حراس قطار شحن. قتل خمسة اشخاص.[125]
- 8 أكتوبر - الولايات المتحدة - مر قطار في كوينسي بولاية ماساتشوستس يحمل أكثر من 1000 راكب فوق مفتاح مفتوح مما أدى إلى انحراف خطير عن المسار.[126]

### 1879
- 18 (أو 25) يناير - بلجيكا - قتل راكبان وسائق المحرك عندما خرج القطار السريع من بروكسل إلى ليل وكاليه عن الخط في باسيلي.[127]
- 22 يناير - المملكة المتحدة - كان قطار بضائع ثقيلة من غلاسكو يسير بسرعة كبيرة على جسر تاي رايل، وغادر عدد من العربات المسار عندما استخدم الحارس المكابح.[128]
- 22 يناير - المملكة المتحدة - غادرت ثلاث عربات الخط بعد اصطدامها بقطارات في سنو هيل، على سكة حديد لندن وتشاتام ودوفر.[129]
- 5 (أو 12) فبراير - المملكة المتحدة - اصطدم قطار مواشي بقطار بالقرب من Widnes Junction على سكة حديد لندن والشمال الغربي. قفز السائق والوقاد من القطار بينما كان محرك قطار الماشية يسير على الجسر.[130]
- 4 أبريل - المملكة المتحدة - خرج قطار بضائع قبالة خط سكة حديد هايلاند، بالقرب من بيرث، ودمر 80 يارد (73 م) المسار.[131]
- 17 مايو - المملكة المتحدة - خرج قطار سريع من غلاسكو عن الخط عندما اصطدم بقطار بضائع بالقرب من محطة سكة حديد دنفرملاين على السكك الحديدية البريطانية الشمالية. وتوفي سائق القطار السريع.[132]
- 13 يونيو - المملكة المتحدة - اصطدم قطار بضائع بليموث إلى بينزانس في محطة سكة حديد ترورو، وحدث إصابة طفيفة لسائق قطار البضائع.[133]
- 26 يوليو - المملكة المتحدة - سكة حديد لانكشاير ويوركشاير. فشل قطار 7:30 المتجه إلى Warrington في التوقف واصطدم بقطار Rainford في محطة Wigan. خرجت عدة عربات من الدرجة الثالثة عن القضبان.[134]
- يوليو / أغسطس - فرنسا - أسفر حادث بين نانسي وباريس عن مقتل خمسة أشخاص وإصابة 11 آخرين.[135]
- 16 أغسطس - فرنسا - اصطدم قطار ركاب وقطار بضائع بالقرب من مونتسيريه مما أسفر عن مقتل خمسة عشر شخصًا وإصابة ستة وثلاثين بجروح.[136]
- 29 أغسطس - المملكة المتحدة - خرج قطار البريد الاسكتلندي عن مساره بين Hendon وMill Hill بسبب انحسار المسار بعد هطول أمطار غزيرة. أصيب السائق ورجل الاطفاء بجروح بليغة[137]
- 24 سبتمبر - المملكة المتحدة - خرج قطار Great Western للسكك الحديدية من بليموث إلى تافيستوك عن مساره خارج محطة مارش ميلز للسكك الحديدية.
- 27 سبتمبر - المملكة المتحدة - تعرضت قاطرة لانفجار مرجل في Lewes، شرق ساسكس أثناء نقل قطار ركاب. كان الحادث بسبب الإعداد غير الصحيح لصمامات الأمان الخاصة بها. قتل شخص وجرح اثنان.[138]
- 12 أكتوبر - المملكة المتحدة - خرج قطار الركاب في الساعة 10:10 صباحًا من ديربي في محطة نوتنغهام، مما أدى إلى إصابة ثمانية أشخاص وإلحاق أضرار جسيمة بمركب السكك الحديدية.[139]
- 1 ديسمبر - المملكة المتحدة - اصطدم قطار من والتون بمحرك في برونزويك دوك، ليفربول. قتل رجل وأصيب أربعة.[140]

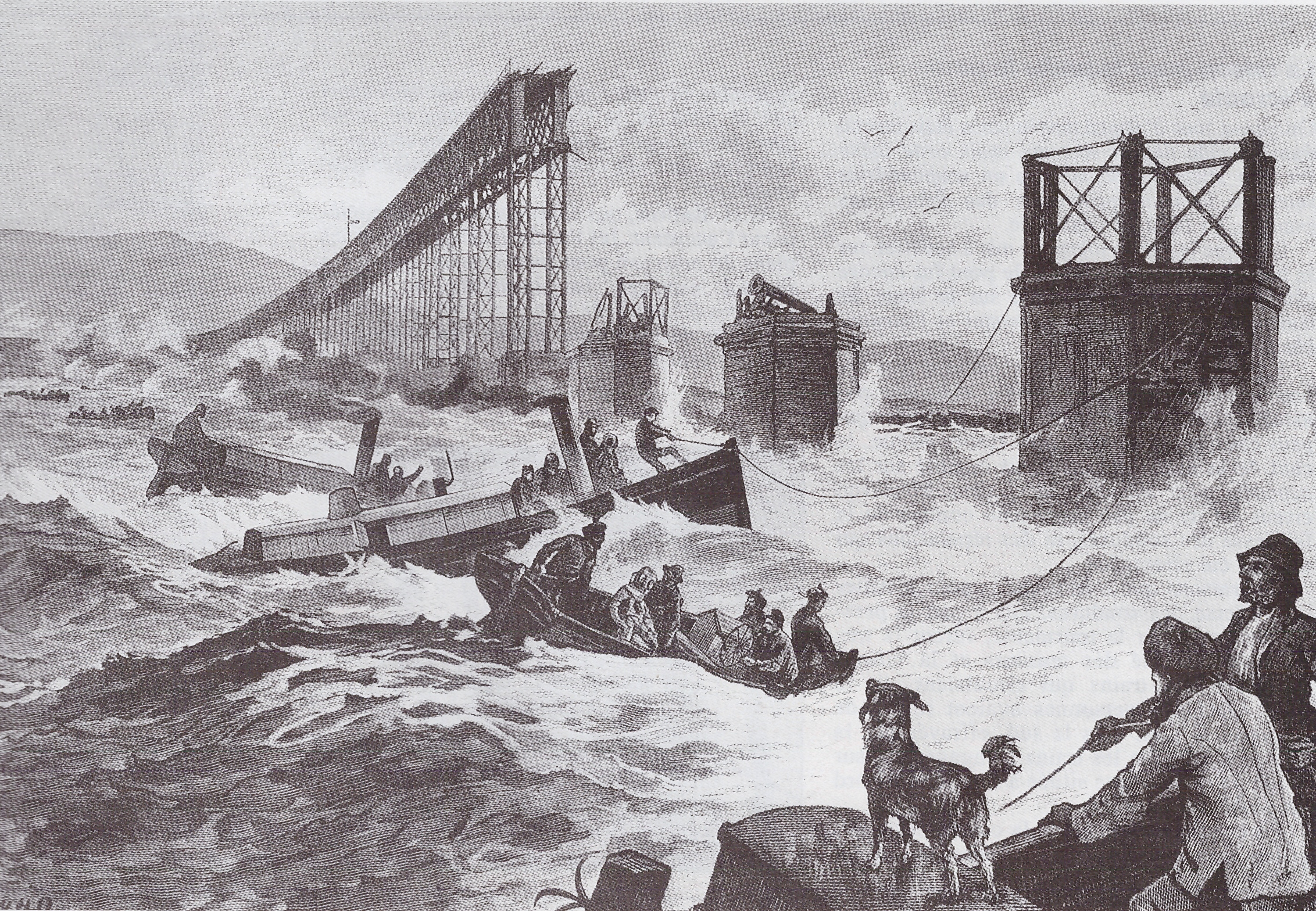
انهيار جسر تاي.

- 28 ديسمبر - المملكة المتحدة - كارثة جسر تاي - انهار جسر تاي للسكك الحديدية في عاصفة عنيفة بينما كان قطار ركاب في السكك الحديدية البريطانية الشمالية يعبره. لم يكن هناك ناجون، حيث قُدّر العدد الإجمالي بخمسة وسبعين شخصًا.[141] خلص التحقيق اللاحق إلى أن "الجسر كان سيئ التصميم وأدى سوء البناء وصيانته بشكل سيئ" إلى انهياره.